# Vladimír Renčín
Vladimír Renčín (6. prosince 1941 Pečky – 4. října 2017) byl český kreslíř, ilustrátor, karikaturista, autor svérázného humoru, neopakovatelné kresby a jedinečných postaviček (Dlabáček, Rambousek, Marie…).

## Život

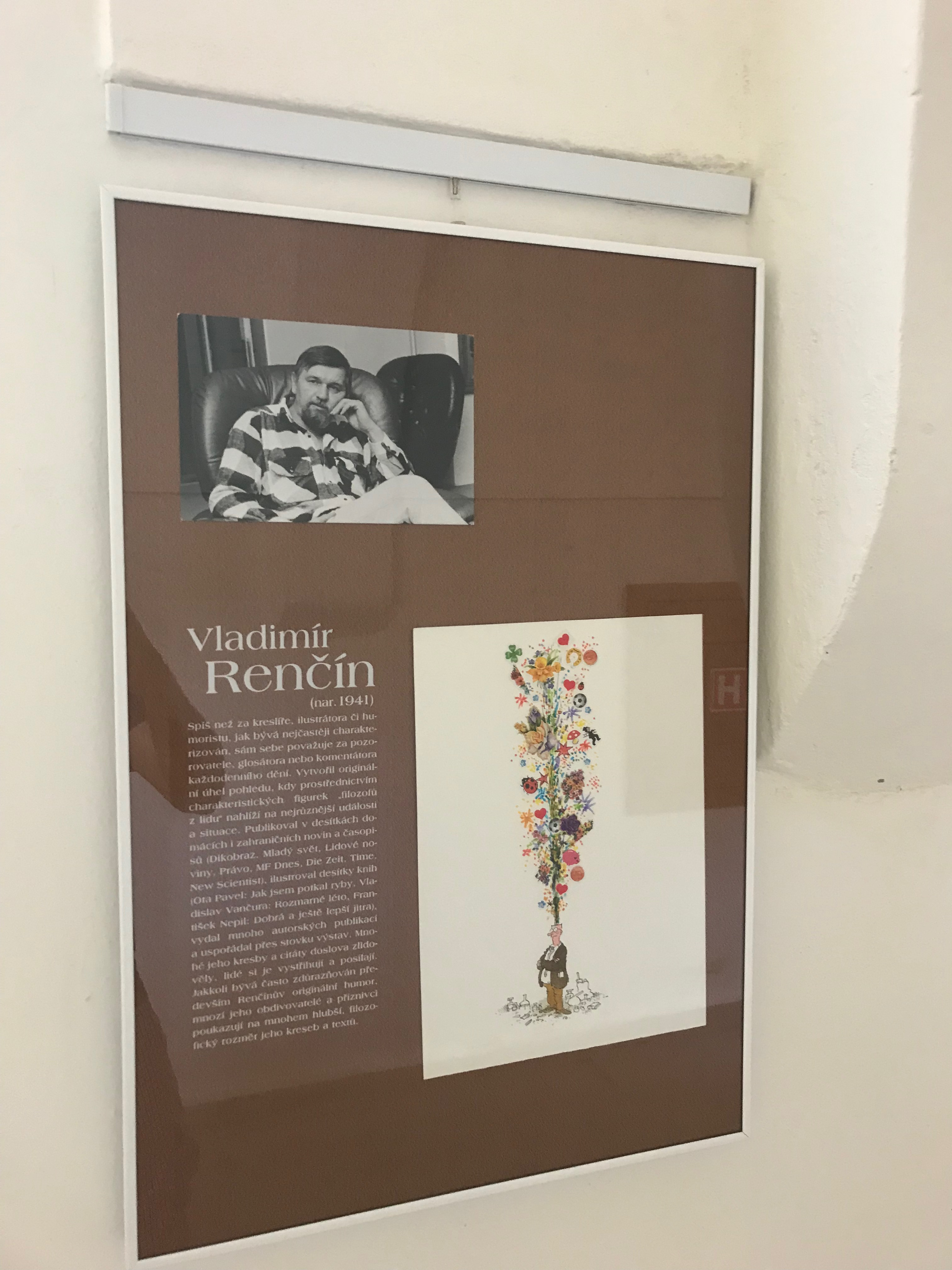
Připomínka Vladimíra Renčína v expozici Historie lékáren v Hospitalu Kuks

Po skončení základní školní docházky studoval ekonomii na střední ekonomické škole. Po jejím absolvování pracoval postupně (jako učedník, redaktor, fotograf apod.) v několika podnicích:
- Noviny Jablonecka
- závodní časopis podniku Železnobrodské sklo
- okresní noviny Chomutov
- Elektrokeramika (dělník)
- n. p. Pramen (propagační referent, výtvarník)

Od roku 1947 žil v Hradci Králové; od roku 2006 byl obyvatelem Hoděšovic v Pardubickém kraji. Kreslení „na plný úvazek“ se věnoval od roku 1965. Zemřel po delší nemoci 4. října 2017.
V roce 1974 jej vyšetřovala Státní bezpečnost, kvůli čemuž nemohl několik let publikovat.
V Dikobrazu nebyl uveřejněn vtip Vladimíra Renčína od č. 31/1974 (30. července) do dvojčísla 33/34 (20. srpna 1975) a krátce nato od č. 48/1975 (4. prosince) do č. 9/1977 (2. března) (Zdroj: Výtisky Dikobrazů). Obdobně v Mladém světě nebyl uveřejněn žádný vtip od čísla 42/1973 (10. října) do čísla 32/1977 (2. srpna) (Zdroj: Výtisky Mladých světů).
Pohřben byl v Hradci Králové.

## Seznam novin a časopisů, do kterých přispíval
- 100+1 zahraniční zajímavost
- Bild der Wissenschaft (Německo)
- The Bulletin of the atomic Scientists (Chicago)
- Co vás zajímá
- Dikobraz – spolupráce od roku 1964, viz D. 3 z 19. ledna 1983, str.13, nasvědčuje tomu i fakt, že v D. 1963 byly publikovány 4 vtipy, ale v D. 1964 už 51 vtipů. Ovšem první vtip je v D. 44 z 3. listopadu 1960, str. 3 pod jménem X. Kuzma. Tehdejší výtvarný redaktor Dušan Motyčka si nepoznačil Renčínovo jméno.

| Ročník                    | 1981 | 1982 | 1983 | 1984 | 1985 | 1986 | 1987 | 1988 | 1989 | 1990 |
| Počet publikovaných vtipů |      |      |      |      |      | 25   | 25   |      |      |      |
- Domov
- Geo (Německo)
- Krkonoše
- KUK
- Kulturní měsíčník
- Kulturní tvorba (vychází týdně, 1963–68)
- Lidé a Země
- Lidové noviny
- Magazín Dikobrazu
- Melbournský Kvart, sokolský list, Austrálie
- Melodie
- Mladá fronta
- Mladá fronta Dnes
- Mladý svět, první vtip MS 37/1960, str. 10, poslední vtip MS 26/2004, celkem publikováno 935 vtipů.

| Ročník                    | 1960 | 1961 | 1962 | 1963 | 1964 | 1965 | 1966 | 1967 | 1968 | 1969 |
| Počet publikovaných vtipů | 1    | 7    | 5    | 14   | 23   | 39   | 37   | 24   | 38   | 42   |
| Ročník                    | 1970 | 1971 | 1972 | 1973 | 1974 | 1975 | 1976 | 1977 | 1978 | 1979 |
| Počet publikovaných vtipů | 14   | 19   | 15   | 12   | 0    | 0    | 0    | 5    | 31   | 30   |
| Ročník                    | 1980 | 1981 | 1982 | 1983 | 1984 | 1985 | 1986 | 1987 | 1988 | 1989 |
| Počet publikovaných vtipů | 13   | 3    | 7    | 8    | 8    | 0    | 13   | 3    | 3    | 14   |
| Ročník                    | 1990 | 1991 | 1992 | 1993 | 1994 | 1995 | 1996 | 1997 | 1998 | 1999 |
| Počet publikovaných vtipů | 31   | 57   | 53   | 58   | 52   | 53   | 51   | 52   | 51   | 48   |
| Ročník                    | 2000 | 2001 | 2002 | 2003 | 2004 | 2005 |      |      |      |      |
| Počet publikovaných vtipů | 0    | 0    | 0    | 0    | 1    | 0    |      |      |      |      |
- Mozaika, časopis o bydlení Českomoravské stavební spořitelny
- New Scientist (Londýn)
- Nový Dikobraz
- Nový Magazín Dikobrazu
- Ohníček
- Pardon (německý satirický měsíčník, nakladatelství Bärmeier & Nikel)
- Plamen (měsíčník)
- Podvobraz
- Práce
- Právní rádce
- Právo – více než 4 tisíce kreseb vyšlo v deníku Právo od 22. 9. 2001 do 30. 6. 2014 (současně i na Novinkách.cz) a od 24. 4. 2004 do 28. 12. 2013 v sobotním magazínu Práva. Třináctiletou spolupráci s V. Renčínem ocenil šéfredaktor Práva ve svém sloupku 28. 6. 2014.

| Ročník | leden | únor | březen | duben | květen | červen | červenec | srpen | září | říjen | listopad | prosinec | celkem |
| 2001   |       |      |        |       |        |        |          |       | 6/0  | 27/0  | 25/0     | 27/0     |        |
| 2002   |       |      |        |       |        |        |          |       |      |       |          |          |        |
| 2003   |       |      |        |       |        |        |          |       |      |       |          |          |        |
| 2004   |       |      |        |       |        |        |          |       |      |       |          |          |        |
| 2005   | 25/   | 24/  | 26/    | 26/   | 26/    | 26/    | 25/      | 27/   | 25/  | 25/   | 25/      | 25/      | 305/   |
| 2006   |       |      |        |       |        |        |          |       |      |       |          |          |        |
| 2007   | 26/4  | 24/4 | 27/5   | 24/4  | 25/4   | 26/5   | 24/4     | 27/4  | 24/5 | 27/4  | 25/4     | 24/6     | 303/53 |
| 2008   | 26/4  | 25/4 | 25/5   | 26/4  | 25/5   | 25/4   | 26/4     | 26/5  | 26/4 | 26/4  | 24/5     | 25/4     | 305/52 |
| 2009   | 26/5  | 24/4 | 26/4   | 26/4  | 24/5   | 26/4   | 26/4     | 26/5  | 25/4 | 26/5  | 24/4     | 25/4     | 304/52 |
| 2010   | 25/5  | 24/4 | 27/2   | 25/5  | 24/4   | 26/4   | 25/5     | 26/4  | 25/4 | 26/5  | 25/4     | 25/5     | 303/51 |
| 2011   | 25/4  | 24/4 | 27/4   | 25/5  | 26/4   | 26/4   | 24/5     | 27/4  | 25/4 | 26/5  | 25/4     | 26/5     | 306/52 |
| 2012   | 26/4  | 25/4 | 27/5   | 24/4  | 24/4   | 26/5   | 24/4     | 26/4  | 24/5 | 27/4  | 25/4     | 24/5     | 302/52 |
| 2013   | 26/4  | 24/4 | 26/5   | 25/4  | 25/4   | 25/5   | 25/4     | 27/5  | 24/4 | 27/4  | 26/5     | 24/4     | 304/52 |
| 2014   |       |      |        |       |        |        |          |       |      |       |          |          |        |
Poznámka: V čitateli je počet vtipů v deníku, ve jmenovateli v sobotním Magazínu.
- Reader’s Digest
- Regenerace
- Ročenka Technického magazínu
- Roháč
- Rudé právo
- Scan, časopis Fakultní nemocnice a Lékařské fakulty UK v Hradci Králové
- Sedmička pionýrů

| Název článku                                            | Vydáno     | Vtipů/kreseb | Zdroj informace |
| Kterak si počínati o vánocích - 15 kreslených pranostik | 24.12.1982 | 0/15         |                 |
- Svět v obrazech
- Škrt
- Technický magazín
- Téma
- Time (USA)
- Trn (Humoristický občasník)
- Univerzitní noviny - List Masarykovy univerzity a Nadace Universitas Masarykiana
- Úspěch
- Vesmír
- Věda a život
- Vědeckotechnický magazín
- Výber zo svetovej a československej tlače
- Die Zeit (Hamburk)

## Knihy Renčínových kreseb
| Autor textu                      | Titul                                              | Nakladatelství | Vydáno     | Stran/vtipů/kreseb | ISBN              | Zdroj informace                   |
|                                  | Immer nur das eine                                 | Verlag Bärmeier Nikel (Německo) | 1971       | ?/?/?              |                   |                                   |
| -jk-                             | Humor a věda                                       | Vytiskla tiskárna VLVDÚ JEP v Hradci Králové jako účelovou publikaci pro 9. mezinárodní studentskou vědeckou konferenci ve Vrchlabí. | 1975?      | 13/13/0            | Není              | Výtisk, 13 volných listů v obálce |
| Petr Krul                        | Renčín 99                                          | Lidové nakladatelství | 1982       | 96+16/99/2         | není              | Vázaná kniha                      |
| Günter Haaf                      | Renčín’s schöne neue Welt                          | Meyster Verlag (Německo) | 1983       | 128/113/0          |                   | Brožura                           |
| Rudolf Křesťan                   | Lety a pády                                        | Práce Praha | 1986       | 224+1/204/0        | není              | Vázaná kniha                      |
| Bohumil Hrabal                   | EKORENČÍN                                          | Správa Krkonošského národního parku ve Vrchlabí                                                                                      | 1988       | 32/31/0            | není              | Sešit                             |
| Miroslav Horníček                | Prorok humoru                                      | Uměleckoprůmyslové muzeum Praha a Kniha Praha                                                                                        | 1988       | 394/367/0          | 80-7101-000-6     | Brožura                           |
| Rudolf Křesťan                   | Poezie humoru (Katalog výstav, Opava)              | Slezské muzeum Opava | 1989       | 16/12/0            | Není              | Sešit                             |
| nepodepsaný                      | To nás těší, že jsme Češi                          | Galaxie Praha | 1991       | 256/245/0          | 80-85204-05-3     | Brožura                           |
| Zdeněk Hrabica                   | To nejlepší z Renčína (Migliore di Renčín)         | Carmen Praha | 1991       | 96/75/0            | 80-85379-38-4     | Vázaná kniha                      |
| text není                        | Sklepní zpěvy                                      | Nord Ludvíkov | 1993       | 216/129/0          | Není              | Brožura                           |
| Rudolf Křesťan                   | Ze života nižších kruhů                            | Filip Trend publishing | 1995       | 94/81/2            | Není              | Brožura                           |
| Karel Čapek                      | Národ sobě                                         | Filip Trend publishing | 1996, 1998 | 176/173/5          | 80-902468-7-7     | Brožura                           |
| text není                        | Dobrý občan ještě žije aneb kapitalismus nanečisto | Filip Trend publishing | 1998       | 200/204/0          | 80-902468-2-6     | Brožura                           |
| text není                        | Renčín pro pokročilé                               | Eminent Praha | 1999       | 120/130/0          | 80-7281-001-4     | Lepená kniha                      |
| text není                        | In vino veritas                                    | Eminent Praha | 1999       | 216/171/15         | 80-85876-85-X     | Vázaná kniha                      |
| text není                        | Kniha lesů, vod a strání                           | Eminent Praha | 2000       | 224/166/2          | 80-7281-042-1     | Vázaná kniha                      |
| text není                        | Perpetuum Mobile                                   | Eminent Praha | 2000       | 116/126/2          | 80-7281-017-0     | Lepená kniha                      |
| Ondřej Neff                      | e-rencin                                           | Triada Praha | 2001       | 114/98/1           | 80-238-7766-6     | Brožura                           |
|                                  | PF 1979-2000 Príbyšovci                            | Hradec Králové | 2001       |                    |                   | České grafické novoročenky        |
| text není                        | z Čech až na konec…                                | Eminent Praha | 2002       | 204/210/0          | 80-7281-122-3     | Lepená kniha                      |
| Cyril Höschl                     | Dobrá zpráva, špatná zpráva                        | Eminent Praha | 2003       | 150,146,1          | 80-7281-169-X     | Vázaná kniha                      |
| text není                        | Smutek tajících sněhuláků                          | Eminent Praha | 2004       | 168/150/4          | 80-7281-201-7     | Vázaná kniha                      |
| Jiří Suchý                       | Čas od času                                        | Eminent Praha | 2006       | 216/201/4/*        | 80-7281-285-8     | Vázaná kniha                      |
| text není                        | Homo digitalis                                     | Eminent Praha | 2008       | 116/129/1          | 978-80-7281-360-5 | Vázaná kniha                      |
| text není                        | Renčínova sametová čítanka                         | Eminent Praha | 2009       | 280/316/0/*        | 978-80-7281-400-8 | Vázaná kniha                      |
| Václav Cílek                     | Tady už jsme jednou byli                           | Eminent Praha | 2010       | 144/140/1          | 978-80-7281-401-5 | Vázaná kniha                      |
| Bohumil Hrabal a nakladatel      | Best Of Renčín                                     | Eminent Praha | 2011       | 300/358/2          | 978-80-7281-431-2 | Vázaná kniha                      |
| redakce nakladatelství Eminent   | Z dějin národa českého                             | Eminent Praha | 2012       | 240/128/2          | 978-80-7281-454-1 | Lepená kniha                      |
| Martina Antenová, Josef Suchopár | Léčba na 100 různých způsobů                       | MIB, s.r.o. reklamní agentura |            | 106/101/0          | není              | Vázaná kniha                      |
|                                  | Husité, husáci a my                                | Eminent Praha | 2015       | 234/?/?            | 978-80-7281-491-6 |                                   |

## Knihy, které Vladimír Renčín ilustroval nebo jichž je spoluautorem
| Autor textu | Titul | Nakladatelství                                                         | Vydáno          | Stran/vtipů/kreseb | ISBN                                                 | Zdroj informace                                     |
| Pavel Vašák, sestavil Martin Stejskal, ilustrace Barták, Jiránek, Pálka, Renčín, Slíva                                                 | 100 ilustrovaných přísloví | Česká expedice Praha                                                   | 1993            | 131/21/0           | 80-85281-34-1                                        | Vázaná kniha                                        |
| Vybral a uspořádal Miloš Stejskal | 100 přísloví nikoho neumoří (Podtitul 100 ilustrovaných přísloví v češtině, ruštině, němčině, angličtině, francouzštině, španělštině a latině)                 | Lidové nakladatelství Praha                                            | 1987            | 128/20/0           | Není                                                 | Brožura                                             |
| | Almanach polabského musea | Polabské museum                                                        | 1989            | ?/?/?              |                                                      |                                                     |
| Svatopluk Káš | Antologie českého medicínského humoru | Avicenum Praha                                                         | 1988            | 176/6/0            |                                                      |                                                     |
| Prof. MUDr. Ivo Hrazdira DrSc. a kolektiv                                                                                              | Biofyzika | AVICENUM, zdrav. nakl. Praha                                           | 1990            | 320/2/0            | není                                                 |                                                     |
| Jiří Adler, předmluva Ivo Hrazdira | Biofyzikální praktikum | Univ. J.E. Purkyně Brno                                                | 1984            | 180/19/0           |                                                      |                                                     |
| Alexandr Krajhanzl, Jiří Hladík a kolektiv                                                                                             | Biochemické metody: návody k pokročilým praktickým cvičením, skripta pro posluchače přírodovědecké fakulty                                                     | Karolinum Praha                                                        | 1991            | 237/18/0           | 80-7066-497-5                                        |                                                     |
| Vojtěch Steklač | Boříkovy lapálie | Mladá fronta, knihovnička Ohníčku                                      | 1970            | 64/0/126           | Není                                                 | Sešit                                               |
| hlavní redaktoři Ivan M. Havel a Dušan Třeštík                                                                                         | Co daly naše země Evropě a lidstvu. | ELK Praha                                                              | 2000            | 616/43/0           | 80-86316-10-6                                        |                                                     |
| Rudolf Křesťan | Co láká poškoláka | Západočeské nakl. Plzeň                                                | 1991            | 208/0/31           | 80-7088-025-2                                        | Lepená kniha                                        |
| František Nepil | Co se vaří na chalupě | KV ČSN H.K. Potraviny Hradec Králové                                   | není uveden     | 56/7/4             | není                                                 | Sešit                                               |
| Otakar Brůna, Vratislav Ebr, Vladimír Renčín                                                                                           | Čas ani prd nezastavíš aneb Arbes by se divil | T-art Trutnov                                                          | 1999            | 131/0/12           | 80-86301-04-4                                        | Kniha                                               |
| Bureš Radim, Neubauer Štěpán, Svatoň Miloš                                                                                             | Dadové (a dadština) | Vydavatelství Magnet-Press                                             | 1992            | 119+9/0/26         | 80-85434-64-4                                        | Brožura, Ladislav Smoljak — poznámka na zadní desce |
| Alfred Rényi | Dialogy o matematice | Mladá fronta, edice Kolumbus                                           | 1980            | 208+16/28/7        | Není                                                 | Kniha                                               |
| E.P. Fischer | Die Welt im Kopf | Fraude Konstanz                                                        | 1985            | ?/?/?              |                                                      | To nás těší, že jsme Češi, str. 252.                |
| Sestavil kolektiv redakce, úvod - Evžen Seyček                                                                                         | Dikobraz – Výběr z kresleného a literárního humoru 1968, 1969                                                                                                  | Delta                                                                  | 1990            | 144/21/1           | Není                                                 | Brožura                                             |
| František Nepil | Dobrá a ještě lepší jitra | Český spisovatel Praha                                                 | 1996            | 168/0/29           | 80-202-0627-2                                        | Brožura s přebalem                                  |
| František Nepil | Dobrá a ještě lepší jitra | Granát Horní Bříza                                                     | 2000            | 160/0/29           | 80-902211-9-X                                        | Vázaná kniha                                        |
| František Nepil | Dobrá a ještě lepší jitra | Knižní klub, Euromedia Group k. s. Praha                               | 2008            | 152/0/29           | 978-80-242-2066-6                                    | Vázaná kniha                                        |
| František Nepil | Dobrá a ještě lepší jitra | Knižní klub, Euromedia Group k. s. Praha                               | 2013            | 152/0/29           | 978-80-242-3980-4                                    | Vázaná kniha                                        |
| Jindřiška Smetanová | Domovní důvěrnosti | Novinář Praha                                                          | 1990            | 192/37/22          | 80-7077-156-9                                        | Kniha                                               |
| Václav Klaus, Václav Bělohradský | Dopočítávání do jedné | Management Press Praha                                                 | 1995            | 183/5/2            | 80-85603-11-X                                        | Brožura                                             |
| Colette M. Kinnon with Alexander N. Kholodilin and Vítězslav Orel                                                                      | From biology to biotechnology | Unesco, Moravské muzeum                                                | 1981            | ?/16/0             | 59-018-81                                            | To nás těší, že jsme Češi, str. 252.                |
| Erazim Kohák, úvod Jan Kašpar | Hesla | Nakl. Pokorný, Mladý svět                                              | 1995            | 78/0/14            | není                                                 | Brožurka                                            |
| Miloslav Moráček, Vladimír Renčín | Ikar club 1953 | Voj. letecké uč. Prostějov                                             | 1993            | 246/22/4           | není                                                 | Brožura                                             |
| Milan Holeček | Interessante Erde | Artia                                                                  | 1988            | 160/10/0           | není                                                 | Vázaná kniha v němčině                              |
| Benjamin Kuras, Vladimír Renčín | Is there life on Marx? | ELK Praha                                                              | 2001            | ?/?/?              | 80-86316-14-9                                        |                                                     |
| Jindřich Tošner, Vladimír Renčín | Jak (velké ryby) chytají gynekologové | Medexart Třebechovice pod Orebem                                       | 2004            | 136/8/0            | 80-239-2438-9                                        | Brožura                                             |
| Rudolf Křesťan, Jitka Molavcová, Jiří Kahoun, Vladimír Lemon, Aleš Voves, Čestmír Císař, Vladimír Preclík, Marie Kubátová, Vilém Kropp | Jak jsem potkal Františka Nepila | Knihkupectví U radnice v Berouně                                       | 2000            | 136/0/10           | 80-902881-0-3                                        | Vázaná kniha                                        |
| Ota Pavel, Ladislav Ducháček, Vladimír Renčín                                                                                          | Jak jsem potkal ryby | Agentura VPK Praha                                                     | 1996            | 215/0/54           | 80-85622-89-0                                        | Kniha                                               |
| Vladimír Preclík | Jak jsem se nestal důchodcem | nakladatelství Petrov                                                  | 1997            | 12/0/3             | Není                                                 | Sken výtisku                                        |
| Vašek Vašák | Jak nachytat lelky | Eminent                                                                | 1999            | 204/0/62           | 80-85876-96-5                                        | Lepená kniha                                        |
| Vašek Vašák | Jak posnídat lelky | Eminent Praha                                                          | 2004            | 160/0/28           | 80-7281-179-7                                        | Lepená kniha                                        |
| Vašek Vašák | Lelky z kabelky | Eminent Praha                                                          | 2008            | 168/0/24           | 978-80-7281-369-8                                    | Lepená kniha                                        |
| František Nepil | Jak se dělá chalupa | Středočeské nakladatelství a knihkupectví Praha                        | 1984            | 180/28/7           | Není                                                 | Vázaná kniha                                        |
| František Nepil | Jak se dělá chalupa | Agentura VPK Praha                                                     | 1993, 1996      | 144/0/34           | 80-85622-14-9, 80-85622-90-4                         | Knihy                                               |
| František Nepil | Jak se dělá chalupa | Euromedia Group - Knižní klub Praha                                    | 2004            | ?/?/?              | 80-242-1141-6                                        |                                                     |
| Rudolf Křesťan | Jak se do lesa volá | Maja Ostrava                                                           | 1992            | 128/34/0           | Není                                                 | Vázaná kniha                                        |
| Petr Hajn | Jak se píší knihy aneb lehkovážná vyprávění o vážné literatuře                                                                                                 | Svoboda Praha                                                          | 1988            | 310/52/15          | Není                                                 | Brožura                                             |
| Marek Matějka | K filosofii existence | Magnet-Press Praha                                                     | 1995            | 93/2/0             | 80-85847-39-6                                        | Brožurka                                            |
| Miroslav Holub | K principu rolničky | Melantrich Praha                                                       | 1987            | 200/37/1           | Není                                                 | Kniha                                               |
| Alena Šloufová, Vladimír Renčín, Petr Adámek, Zdeněk Volný                                                                             | Když chalupaří slavní | Baronet, Littera Bohemica Praha                                        | 1996            | 183/3/0            | 80-85916-09-6 80-85890-88-7                          | Kniha                                               |
| Miroslav Plzák | Klíč k výběru partnera pro manželství | Avicenum Praha                                                         | 1989            | 268/1/0            | Není                                                 | Brožura                                             |
| Vybral a uspořádal Mirko Ryvola | Kniha – přítel člověka: člověk – přítel knihy | Lidové nakl. Praha                                                     | 1989            | 120/11/0           | Není                                                 | Kniha                                               |
| Stanislav Vejmola | Konec záhady hlavolamů | SPN Praha (1. vydání)                                                  | 1986            | 265/49/0           | Není                                                 | Kniha                                               |
| Stanislav Vejmola | Konec záhady hlavolamů | SPN Praha (2. vydání)                                                  | 1989            | 248/30/0           | 80-04-24287-1                                        | Kniha                                               |
| Rudolf Křesťan | Kos a kosínus | Kruh Hradec Králové                                                    | 1969            | 136/48/4           | Není                                                 | Vázaná kniha                                        |
| Ondřej Neff a kol, Vladimír Renčín | Kratochvilné čtení pro celou rodinu | Česká státní pojišťovna ve vydavatelství Novinář Praha                 | 1981            | 224/119/21         | Není                                                 | Brožura                                             |
| Alexej Gsöllhofer | Kuchařka starého mládence | SNTL Praha                                                             | 1991            | 56/16/0            | 80-03-00497-7                                        | Sešit                                               |
| Karel Sýs, sestavil Jiří Žáček | Kupte si štěstí v bazaru | Československý spisovatel, KPP                                         | 1983            | 356/48/0           | Není                                                 | Kniha                                               |
| Vladimír Renčín, Věra Půžová, Jiří Janda                                                                                               | Lánská obora, Lánská obora v kresbách Vladimíra Renčína objektivem Věry Půžové                                                                                 | Věra Půžová Hradec Králové                                             | 2006            | 71/12/16           | 80-903740-0-X                                        | Kniha                                               |
| Stanislaw Jerzy Lec, Slawomir Mrozek, Adam Mickiewicz a další                                                                          | Lehčí kalibr: Aforismy a sentence | NORD Olomouc                                                           | 1994            | 110/25/18          | není                                                 | Brožurka                                            |
| Jaroslav Lněnička, Jaromír Šubrt, Olga Vraštilová, Vladimír Renčín                                                                     | Létání (Flying) | Aeromodel Hr. Králové                                                  | 1995            | 168+16/2/1         | 80-238-0535-5                                        | Brožura                                             |
| Vladimír Smejkal | Lexikon společenského chování | Grada Publishing Praha                                                 | 1993            | 218/21/4           | 80-85623-38-2                                        | Brožura                                             |
| Vladimír Smejkal | Lexikon společenského chování | Grada Publishing Praha                                                 | 1998            | 263/?/?            | 80-7169-503-3                                        |                                                     |
| Zostavili - Jozef Beleš, Štefan Horský                                                                                                 | Magazín Rybára | Príroda                                                                | 1990            | ?/12/1             | 80-07-00013-5                                        |                                                     |
| Stephen Leacock | Maloměstské poklesky (Sunshine sketches of a little town) | Paseka Litomyšl                                                        | 1997            | 157/0/2            | 80-7185-134-5                                        | Brožura                                             |
| František Nepil | Malý atlas mého srdce | Olympia Praha                                                          | 1991            | 182/0/28           | 80-7033-153-4                                        | Kniha                                               |
| Ota Pavel | Mám rád tu řeku | Lyra Pragensis Praha                                                   | 1989            | 104/0/15           | 80-7059-002-5                                        | Kniha                                               |
| | Matematicko-fyzikální fakulta Univerzity Karlovy | Univerzita Karlova                                                     | 1989            | 96/15/0            | Není                                                 | Brožura                                             |
| Dr. Tumoris causa Glio Adamantionomapolos                                                                                              | Medizin wie sie nicht zu Buche schlägt | Medikon Verlag München                                                 | 1983            | 173/0/31           | 3-923866-04-6                                        | Brožura                                             |
| Slávka a Jesika Poberovy | Minimum historických výroků | Olympia Praha                                                          | 1999            | 88/0/19            | 80-7033-548-3                                        | Kniha                                               |
| Slávka a Jesika Poberovy | Minimum klasických výroků | Olympia Praha                                                          | 1995            | 96/0/23            | 80-7033-334-0                                        | Kniha                                               |
| Slávka a Jesika Poberovy | Minimum klasických výroků | Olympia Praha                                                          | 1999            | 96/0/23            | 80-7033-610-2                                        | Kniha                                               |
| Miroslav Pavlík, Miroslav Horníček a mnoho dalších                                                                                     | Miroslavu Horníčkovi s láskou P.S. S láskou Miroslav Horníček                                                                                                  | Klub přátel výtvarného umění v Tišnově                                 | 1989            | 120/1/0            | Není                                                 | Dvojlisty v obalu                                   |
| Michal Wernisch | Modrá knížka aneb jeblo mu | Eminent                                                                | 2000            | 208/0/12           | 80-7281-006-5                                        | Kniha                                               |
| František Koukolík | Mozek a jeho duše | Makropulos Praha                                                       | 1995            | 215/18/2           | 80-901776-1-1                                        | Kniha                                               |
| František Koukolík | Mozek a jeho duše | Makropulos Praha                                                       | 1997            | 271/?/?            | 80-86003-08-6                                        |                                                     |
| František Koukolík | Mozek a jeho duše | Galén                                                                  | 2005            | 274/?/?            | 80-7262-314-1                                        |                                                     |
| Marie Kubátová | Muzikantský řemeslo | MUSIC CHEB                                                             | 1996            | 151/0/32           | 80-85925-05-2                                        | Kniha                                               |
| Martin Slávik | Na housle snadno a rychle | nakladatelství Šimon Ryšavý                                            | 2014            | 100/0/1            | 978-80-7354-128-9                                    | Brožura                                             |
| Jan Krůta | Namlouvání | Práce, edice Kamarád                                                   | 1985            | 256/6/0            | Není                                                 | Brožura                                             |
| Antonín Přidal | Národní nonsensy | Michal Ženíšek                                                         | 1993            | 40/12/2            | Není                                                 | Sešit                                               |
| Vrátislav Ebr, Vladimír Renčín | Nejen bonmoty a citáty o knihách a čtenářích | Euromedia Group – Knižní klub Praha                                    | 2004            | 128/25/25          | 80-242-1395-8                                        | Kniha                                               |
| Vladimír Renčín | Nejkrásnější válka, Muzikál o 2 dílech na motivy Aristofanovy Lisistraty                                                                                       | Dilia Praha                                                            | 1980            | 83/0/0             | není                                                 | Brožura                                             |
| Jaroslav Malina a kol. | O tvořivosti ve vědě politice a umění (Tři svazky v krabici)                                                                                                   | Nadace Universitas Masarykiana, Albert, Brno                           | 1993            | –                  | 80-901305-7-7                                        |                                                     |
| Jaroslav Malina a kol. | O tvořivosti ve vědě politice a umění I | Nadace Universitas Masarykiana, Albert, Brno                           | 1993            | ?/?/?              | 80-901305-9-3                                        |                                                     |
| Jaroslav Malina a kol., Vladimír Renčín                                                                                                | O tvořivosti ve vědě politice a umění II | Nadace Universitas Masarykiana, Albert, Brno                           | 1993            | ?/?/?              | 80-85834-00-6                                        |                                                     |
| Jaroslav Malina a kol., Vladimír Renčín                                                                                                | O tvořivosti ve vědě politice a umění III | Nadace Universitas Masarykiana, Albert, Brno                           | 1993            | 296/77/0           | 80-85834-01-4                                        | Vázaná kniha                                        |
| Stanislav Havelka, Vladimír Renčín | O zvířátkách pana Krbce, Pan Krbec na Kulíkově | Albatros Praha                                                         | 2002            | 80/0/67            | 80-00-01004-6                                        | Kniha                                               |
| Milan Valenta | Občanská nauka pro střední odborné školy [1] | SPN Praha                                                              | 1999            | 184/16/4           | 80-7235-080-3                                        | Brožura                                             |
| Milan Valenta | Občanská nauka pro střední odborné školy [2] | SPN Praha                                                              | 2002            | 176/2/4            | 80-7235-179-6                                        | Brožura                                             |
| Milan Valenta, Vladimír Renčín, Oldřich Müller, Vladislav Dudák                                                                        | Občanská nauka pro střední odborné školy a pro studijní obory SOU                                                                                              | SPN Praha                                                              | 1999            | ?/?/?              | 80-7235-179-6 80-7235-264-4                          |                                                     |
| Renata Malinová, Jaroslav Malina | Obdivuhodný člověk: Úvahy o lidské tvořivosti | Profil Ostrava                                                         | 1991            | 230/35/12          | 80-7034-042-8                                        | Kniha                                               |
| Karel Konrád, Zdeněk Tábor | Odleťte, ptáci mé slabosti | Novinář Praha                                                          | 1989            | 2x60/17/4          | 80-7077-228-X                                        | Brožura                                             |
| Lewis Yablonsky, Vladimír Renčín, Karel Šejna, Jiří Foltýn                                                                             | Otcové & synové (Fathers & sons) | Portál Praha                                                           | 1995            | ?/1/0              | 80-7178-075-8                                        |                                                     |
| Holý Barták Jiránek Renčín Zábranský                                                                                                   | Otevřte a uvidíte | Panorama                                                               | 1983            | 144/25/3           | Není                                                 | Brožura                                             |
| Václav Vančata | Paleoantropologie – přehled fylogeneze člověka a jeho předků                                                                                                   | Akademické nakl. CERM, Nauma, Masarykova univ. Brno                    | 2003            | 212/?/?            | 80-7204-272-6 80-210-2840-8 80-86258-27-0            |                                                     |
| Stanislav Havelka, Vladimír Renčín | Pan Krbec na Kulíkově | Svoboda Praha                                                          | 1996            | 80/0/62            | 80-205-0520-2                                        | Kniha                                               |
| Jaroslav Malina (editor) | Panoráma biologické a sociokulturní antropologie: Modulové učební texty pro studenty antropologie a „příbuzných“ oborů, svazek 13                              | Akademické nakladatelství CERM, Masarykova univerzita v Brně, NAUMA    | 2003            | ?/17/0             | 80-7204-272-6, 80-210-3049-6, 80-86258-40-8          | ?                                                   |
| Lubomír a Petr Dorůžka, doslov Vladimír Čechák                                                                                         | Panoráma populární hudby 1918/1978 aneb Nevšední písničkáři všedních dní                                                                                       | Mladá fronta Praha                                                     | 1981, 1987      | 286/18/0           |                                                      | Kniha                                               |
| Josef Kobra | Papírový humor | Jihočeské papírny, n.p., Větřní                                        | 1980            | 138/10/0           |                                                      |                                                     |
| Iva Pekárková, sestavily Marie Haisová, Eva Hauserová                                                                                  | Peníze nebo život? Kudy ven z pasti konzumerismu | Agentura Gaia Praha                                                    | 1998            | 72/10/0            | 80-238-3431-2                                        |                                                     |
| Alexandr Mitrofanov, Markéta Maláčová                                                                                                  | Politika pod pokličkou | Doplněk Brno                                                           | 2002            | 176/1/0            | 80-7239-117-8                                        | Výtisk                                              |
| Zpracoval Pavel Klapuš | Pohyb a já (Pohyb, já a-?) | Sportpropag Praha                                                      | 1983            | 118/37/2           | není                                                 | Brožura                                             |
| Jiří Kovařík, Vladimír Renčín | Poznej svá práva, svobody a povinnosti | Nadace Naše dítě Praha                                                 | 2003            | 32/20/1            | 80-239-2323-4                                        | Kniha                                               |
| Petr Chotěbor | Pražský hrad barokní | Správa Pražského hradu                                                 | 2001            | 20/7/1             | 80-86161-31-5                                        | Sešit                                               |
| Petr Chotěbor | Pražský hrad gotický | Správa Pražského hradu                                                 | 2000            | 20/6/2             | 80-86161-16-1                                        | Sešit                                               |
| Petr Chotěbor | Pražský hrad novodobý | Správa Pražského hradu                                                 | 2001            | 20/7/1             | 80-86161-32-3                                        | Sešit                                               |
| Petr Chotěbor | Pražský hrad renesanční | Správa Pražského hradu                                                 | 2000            | 20/7/2             | 80-86161-30-7                                        | Sešit                                               |
| Petr Chotěbor | Pražský hrad románský | Správa Pražského hradu                                                 | 1999            | 20/6/1             | 80-86161-08-0                                        | Sešit                                               |
| Ivan Kopeček, Jan Kučera | Programátorské poklesky | Mladá fronta                                                           | 1989            | 168/21/0           | 80-204-0068-0                                        | Brožura                                             |
| Hauptman Ivo, Ivan Bičík | Půda v České republice | Consult, Praha                                                         | 2009            | 256/24/0           | 80-903482-4-6                                        | Kniha                                               |
| Přemek Podlaha | Receptářování | Euromedia Group – Knižní klub                                          | 2005            | 186/45/1           | 80-242-1518-7                                        | Kniha                                               |
| Přemek Podlaha | Receptářování | TV PRODUCTS CZ s. r. o.                                                | 2008            | 106/45/1           | není                                                 | Kniha                                               |
| text není | Recese je hygiena ducha, zvedá ventil | Kruh, Hradec Králové                                                   | 1967            | 32/2/0             | není                                                 | Vázaná kniha                                        |
| kolektiv | Ročenka technického magazínu 1. | SNTL Praha                                                             | 1987            | 192/12/0           | není                                                 |                                                     |
| Vladimír Täubner | Rodiče v krizi | P. Šorel Neratovice                                                    | 1993            | 108/11/2           | 80-900683-7-5                                        | Brožura                                             |
| Vladislav Vančura | Rozmarné léto | Jota Brno (13. a 20. vydání)                                           | 1993, 2004      | 104/0/53           | 80-85617-17-X, 80-7217-307-3                         | Kniha 1993                                          |
| Stanislav Havelka, Vladimír Renčín | Rozverné pohádky Stanislava Havelky o zvířátkách pana Krbce |                                                                        |                 | ?/?/?              |                                                      |                                                     |
| John Allegro | Rukopisy od Mrtvého moře: Knížka o akcích a reakcích | Mladá fronta Praha                                                     | 1969            | 214/?/?            |                                                      |                                                     |
| W. Engels | Schlußfolgerungen |                                                                        | 1987            | ?/?/?              |                                                      |                                                     |
| Wolfram Engels | Schlussfolgerungen | Wirtschaftswoche                                                       | 1987            | ?/?/?              |                                                      |                                                     |
| Maxim Čáp | Silnější pes | Eminent                                                                | 2013            | 220/59/25          | 978-80-7281-461-9                                    | Kniha                                               |
| Václav Gál, Vladimír Renčín | Slovácké figurky, Povídky z Korytnéj | Petr Gál Brno                                                          | 2008            | 238/0/29           | 978-80-254-2804-7                                    | Kniha                                               |
| Václav Gál, Vladimír Renčín | Slovácké patálie, Povídky z Korytnéj | Petr Gál Brno                                                          | 2003            | 157/0/29           | 80-239-1498-7                                        | Kniha                                               |
| Renata Malinová, Jaroslav Malina | Sme deťmi mimozemšťanov? | Obzor Bratislava                                                       | 1989            | 300/?/?            | 80-215-0040-9                                        |                                                     |
| Ota Gregor | Stárnout, to je kumšt | Olympia Praha, edice Sport a zdraví                                    | 1983            | 140/29/2           | Není                                                 | Brožura                                             |
| Ota Gregor | Stárnout, to je kumšt | Olympia Praha, edice Sport a zdraví                                    | 1990            | ?/?/?              |                                                      |                                                     |
| Ota Gregor | Stárnout, to je kumšt | Dům medicíny Průhonice                                                 | 1999            | ?/?/?              | 80-238-4791-0                                        |                                                     |
| Benjamin Kuras, Dominik Duka, Pavel Bratinka, Petr Robejšek, Pavel Šafr, Alexandr Tomský, Vladimír Renčín                              | Svět v souvislostech očima Benjamina Kurase Dominika Duky Pavla Bratinky Petra Robejška Pavla Šafra Alexandra Tomského Vladimíra Renčína                       | Královéhradecký kraj                                                   | 2008            | 112/10/1           | 978-80-254-4292-0                                    | Brožura                                             |
| Ota Pavel | Tatínkova loď naděje | Bonaventura, ediční poznámka - Bohumil Svozil                          | 1990            | 33/0/4 litografie  | 80-85197-00-6                                        | Ruční papír - pět čtyřlistů v papírovém obalu       |
| Miroslav Holub | The Jingle Bell Principe |                                                                        | 1992            | ?/23/0             | 1-85224-123-3                                        |                                                     |
| Mája Švojgrová, Vladimír Koza, Alice Hamplová                                                                                          | Transplantace kostní dřeně | F. S. Publishing, Plzeň nákladem Nadace pro transplantace kostní dřeně | 2006            | 128/0/6            | 80-903560-2-8                                        | web kostnidren.cz                                   |
| J. Burian | Třetí Almanach Burianovi..., kresba V.R. s pozdravem (co vám dělá radost)                                                                                      | Makropulos                                                             | 1995            | ?/0/1              | 80-901776-5-4                                        |                                                     |
| J.Geršlová | Vádemékum vědecké a odborné práce | Professional publishing                                                | 2009            | ?/9/0              | 978-80-7431-002-7                                    |                                                     |
| Karel Michal | Vaříme s Habadějem | Radio Hradec Králové                                                   | 1991            | ?/3/0              |                                                      |                                                     |
| Karel Michal, Vlastimil Novák | Vaříme s Habadějem | Country Plus HK                                                        | 1992            | 159/7/5            | 80-901326-1-8                                        | Brožura                                             |
| Karel Michal, Vlastimil Novák | Vaříme s Habadějem | Český rozhlas Hradec Králové                                           | 1993            | 171/0/9            | 80-901617-0-7                                        | Brožura                                             |
| Zdena Kabourková | Vaříme s Habadějem | Český rozhlas Hradec Králové                                           | 1998            | ?/2/0              | 80-901617-1-5                                        |                                                     |
| V. Renčín a spol. | Veletucet v technickém magazinu | SNTL                                                                   | 1988            | 192/18/1           | Není                                                 | Kniha                                               |
| Karel Martiník | Víte, co máte jíst? | Garamon                                                                | 2008            | 49/11/0            | 978-80-86472-35-5                                    | Brožura                                             |
| Miroslav Zounar, Martin Zounar, Otakar Brůna, Vladimír Renčín                                                                          | Vlny rozkoše | Impreso Plus Žďár n. Sázavou                                           | 1995            | 102/14/3           | 80-85835-13-4                                        | Kniha                                               |
| Miriam Prokešová | Vychovávám, vychováváš, vychováváme (dobře)? | Pedagogická fakulta Ostravské univerzity                               | 2013            | 138/?/?            | 978-80-7464-392-7                                    | Vědecká knihovna v Olomouci, 1-286.003              |
| Georg Kleemann | Wegwerfmenschen und andere geschichten | Meyster                                                                | 1982            | 111/9/0            | 3-7057-8119-7                                        | Brožura                                             |
| Miroslav Holeček | Wunder und Rekorde | Verlag Karl Müller Erlangen                                            | 1988            | 152/11/0           | není                                                 | Kniha                                               |
| Jaroslav Diblík | XX Techfilm | Organizační štáb Techfilmu '82                                         | 1982? nevročeno | 102/15/0           | není                                                 | Brožura                                             |
| Jiří Bajgar, Peter Višňovský | Základy vedeckej práce v medicíne | Osveta Martin                                                          | 1980            | 145/33/0           |                                                      | Lety a pády, str. 223.                              |
| Jiří Bajgar, Peter Višňovský | Základy vedeckej práce v medicíne | Osveta Martin                                                          | 1984            | 191/?/?            |                                                      |                                                     |
| Cyrile Northcote Parkinson | Zákony profesora Parkinsona | Eminent Praha                                                          | 2003            | 256/28/1           | 80-7281-134-7                                        | Kniha                                               |
| Renata Malinová, Jaroslav Malina | Zasáhli mimozemšťané a katastrofy do vývoje lidstva? | Profil Ostrava                                                         | 1988            | 347/34/2           | Není                                                 | Vázaná kniha                                        |
| Ota Gregor | Zdravě žít, to je kumšt | Olympia Praha, edice Kondice                                           | 1988            | 155/19/0           | Není                                                 | Brožura                                             |
| René Fallet, překl. Růžena Stekačová                                                                                                   | Zelňačka (La soupe aux choux) | Mladá fronta                                                           | 1985            | 168+8/0/29         | Není                                                 | Lepená kniha                                        |
| René Fallet, překl. Růžena Stekačová                                                                                                   | Zelňačka (La soupe aux choux) | Jota Brno                                                              | 1995            | 188/0/37           | 80-85617-48-X                                        | Vázaná kniha                                        |
| Uspořádal Josef Trnobranský | Zemědělský kalendář 1991 | Státní zemědělské nakladatelství Praha                                 | 1990            | 288/2/0            | 80-209-0150-7                                        | Brožura                                             |
| Miloslav Moráček, Vladimír Renčín, Emil Hájek, Jan Martinec                                                                            | Ženy v modrém | Ikar club Prostějov                                                    | 1994            | ?/?/?              |                                                      |                                                     |
| Jan Keller, Petr Novotný | Úvod do filozofie, sociologie a psychologie | Dialog Liberec                                                         | 2008            | 219/?/?            | 978-80-86761-81-7                                    |                                                     |
| Vladimír Just | Velký slovník floskulí | nakl. Leda a nakl. Rozmluvy                                            | 2009            | 360/25/0           | 978-80-7335-185-4 (Leda) 97880-85336-70-2 (Rozmluvy) | Lepená kniha                                        |
| Čestmír Klos | Krakonoše si představuje každý jinak | Česká státní pojišťovna ve vyd. Novinář Praha a NVT MON                | 1988            | 128/6/0            | Není                                                 | Brožura                                             |
| | 50 a více salonů kresleného humoru Galerie Fronta |                                                                        | 1979            |                    |                                                      |                                                     |
| Josef Kobra | 100x hoří | TEPS – Tisková, ediční a propagační služba místního hospodářství       | 1978            | 128/10/0           | Není                                                 | Brožura                                             |
| Uspořádala Lenka Štěpánková | Anekdoty – člověk v době, kdy si blbost přišla na svý | Lidové nakladatelství                                                  | 1991            | 104/6/0            | 80-7022-099-6                                        | Brožura                                             |
| Jaroslav Malina | Antropologický slovník aneb Co by mohl o člověku vědět každý člověk                                                                                            | Akademické nakladatelství CERM Brno                                    | 2009            | 304/46/0           | 978-80-7204-560-0                                    | Vázaná kniha                                        |
| CHKO Bílé Karpaty | Bílé Karpaty chráněná krajinná oblast Skripta 1 |                                                                        | 1989            | ?/8/0              |                                                      | Sešit ?                                             |
| RNDr. Pavel Kuča | Bílé Karpaty (č.8, 1991) | Správa CHKO Bílé Karpaty                                               | 1991            | 38/7/0             | není                                                 | Sešit                                               |
| Slavomil Vencl | České exlibris - str.98, V. Renčín 1987, zinkografie, zm., EX LIBRIS . CTIBOR MORÁVEK                                                                          | Sdružení českých umělců grafiků Hollar                                 | 2000            | 168/0/1            | 80-902405-3-4                                        | Vázaná kniha                                        |
| | Česko-slovenský kongres o infekčních nemocech (seriály) 2003, 2006-nic, 2010                                                                                   |                                                                        | 2003, 2010      |                    |                                                      |                                                     |
| Věra Martinková | Český jazyk 4 – pro 4. ročník středních škol | Tripolia                                                               | 2007            | 256/6/0            | 978-80-86448-38-1                                    | Brožura                                             |
| Vladimír Petřík, Jaroslav Veis | Čím drží svět pohromadě | Mladá fronta                                                           | 1990            | 237/10/0           | 80-204-0163-6                                        | Kniha                                               |
| Krejčová Eva | Hry a matematika na 1. stupni základní školy | SPN                                                                    | 2014            | ?/10/0             | 978-80-7235-548-8                                    |                                                     |
| Stanislav Vejmola | Hry s počítačem | SPN                                                                    | 1988            | 237/5/0            | nemá                                                 | Brožura                                             |
| Eva Krejčová, Marta Volfová | Inspiromat matematických her | Pansofia                                                               | 1995            | ?/3/0              |                                                      |                                                     |
| Josef Kučera Kobra | Jaderný humor | Nuklin, Praha-Zbraslav                                                 | 1992            | 66/6/1             | 80-7073-042-0                                        | Brožura                                             |
| Dainow Sheila | Jak přežít dospívání svých dětí, 1.vyd. | Portál                                                                 | 1995            | ?/2/0              |                                                      |                                                     |
| Miroslav Rampa | Jdi domů, Ivane | Vydavatelství a nakladatelství novinářů, Hradec Králové                | 1990            | 94/7/0             | 80-900233-0-4                                        | Sešit                                               |
| Benjamin Kuras | Je na Marxu život? | Baronet a. s.                                                          | 2004            | 206/14/2           | 80-7214-652-1                                        | Kniha                                               |
| Viliam Marčok | Kniha sťažností: antológia českej básnickej satiry | Slovenský spisovatel´                                                  | 1987            | ?/17/0             |                                                      |                                                     |
| H.Demeterová | Konec uprchlíkům v Čechách aneb Praktiky dr. Goebbelse | Vydalo o. s. Pomoz jednomu člověku, Praha                              | 2010            | ?/1/0              | 978-80-254-8330-5                                    |                                                     |
| Michael Valášek, P.Beneš | Metody tvůrčí práce | Vydavatelství ČVUT                                                     | 1995            | ?/9/0              |                                                      |                                                     |
| Jiří Sedlák | Mříže a smích | NADACE UNIVERSITAS, AKADEMICKÉ NAKLADATELSTVÍ CERM, Brno               | 2011            | 223/20/5           | 978-80-7204-743-7                                    | Vázaná kniha                                        |
| K.Martiník | Obezita, nadváha Od teorie k praxi | Garamon s. r. o. H. Králové                                            | 2008            | ?/8/0              | 978-80-86472-37-9                                    |                                                     |
| Jiří Beran, Jiří Havlík, Vladimír Vonka                                                                                                | Očkování : minulost, přítomnost, budoucnost | Praha:Galén                                                            | 2005            | 348/7/1            | 80-7262-361-3                                        | Vázaná kniha                                        |
| J. Sedlák, J.Malina | Panoráma biologické a sociokulturní antropologie: Modulové učební texty pro studenty antropologie a "příbuzných" oborů. 24, Vybrané problémy ze sociální etiky | Akademické nakladatelství CERM, Nauma, Masarykova univerzita Brno      | 2005            | ?/14/0             |                                                      |                                                     |
| Jiří Klimeš, Josef Kučera Kobra (úvodní slovo)                                                                                         | Papírový humor 2 | Vydal s. p. Jihočeské papírny Větřní                                   | 1989            | 88/6/2             | Není                                                 | Vázaná kniha                                        |
| Marie Formáčková, Ladislav Venyš | PIJME VÍNO! pro zdraví a potěšení | Evropský literární klub                                                | 2010            | 125/6/0            | 978-80-86316-87-1                                    | Kniha                                               |
| Stanislav Havelka, Petr CHvojka | Počmáraný hrad | Pressfoto, vydavatelství ČTK                                           | 1979            |                    |                                                      | Leporelo                                            |
| Tomáš Fait + kol. | Preventivní medicína | MAXDORFJESSENIUS                                                       | 2008            | ?/12/0             |                                                      |                                                     |
| Bárta Jan | Průvodce francouzskou gramatikou | Jan Bárta, Antonín Smrček                                              | 1992            | 358/1/1            | 80-900017-9-3                                        | Brožura                                             |
| Luděk Sládek | Průvodce po hradech a zámcích a dalších vybraných památkách v Čechách, na Moravě a ve Slezsku                                                                  | Památkový ústav středních Čech v Praze                                 | 2000            | 203/0/6            | 80-85094-90-8                                        | Brožura                                             |
| Karel Hvížďala | Restaurování slov (eseje a texty o médiích 2005-2008) | Portál Praha                                                           | 2008            | 304/1/0            | 978-80-7367-374-1                                    | Vázaná kniha                                        |
| | Ročenka Technického Magazínu č.2 |                                                                        | 1988            |                    |                                                      |                                                     |
| Michal Rollo | Ročenka Technického Magazínu č.3 |                                                                        | 1989            |                    |                                                      |                                                     |
| J.Kahoun | Řeka v barvě nebe | GRANÁT                                                                 | 2002            | 149/0/3            | 80-86460-06-1                                        | Kniha                                               |
| František Nepil | Satan s prstenem | Akropolis                                                              | 1996            | 232/0/1            | 80-85770-29-6                                        | Kniha                                               |
| Pavel Major Vorel | LOKÁLKA (unikátní věnování Vladimíra Renčína) | Edice Folk a Country                                                   | 1998            | 176/0/1            | není                                                 | Kniha                                               |
| Marie Dohnalová, Jaroslav Malina | Slovník antropologie občanské společnosti | CERM                                                                   | 2006            | ?/35/0             |                                                      |                                                     |
| Pavel Flegl | Srub na Kozím hřbetu | Západočeské nakladatelství                                             | 1990            | 102/0/2            | 80-7088-017-1                                        | Brožura                                             |
| Stanislav Havelka | Strašidla na Kulíkově | Albatros                                                               | 2006            | 80/0/74            | 80-00-01953-1                                        | Kniha                                               |
| V.Haškovec | Svět v souvislostech |                                                                        |                 |                    |                                                      |                                                     |
| Vojtěch Steklač | Boříkovy ohníčkové lapálie | Albatros                                                               | 2017            | 192/?/?            | 9788000047089                                        | https://www.martinus.cz/?uItem=269621               |
| Josef Kobra Kučera | Světlo a teplo pro váš dům | Nakladatelství agentury CéBé v Českých Budějovicích                    | 1993            | 84/6/0             | 80-900836-1-7                                        | (publikace 11 kreslířů pro ČEZ)                     |
| Josef Kobra Kučera | Atomové úsměvy (Jaderné úsměvy) | Česká nukleární společnost ve spolupráci s Českou unií karikaturistů   | 2008            | 66/?/0             | 978-80-02-02014-1                                    | (publikace 11 kreslířů na téma jaderné energie)     |

## Knihy, které obsahují obrázky Vladimíra Renčína, aniž je ilustroval
| Autor textu                                   | Titul                                                                      | Nakladatelství                                                                                 | Vydáno          | Stran/vtipů/kreseb | ISBN              | Zdroj informace                     | Poznámka                                                                                         |
| Džunzó Išiko                                  | Teorie kresleného humoru                                                   | ?, Tokio                                                                                       | 1967 nebo dříve |                    |                   | Mladý svět 28 z 14.7.1967, str. 16. |                                                                                                  |
| John Bailey                                   | Great cartoons of the world, second series                                 | Crown Publishers Inc, USA a současně General Publishing Company Ltd, Canada                    | 1968            | 144/1/0            | Není              | Vázaná kniha                        | 50 karikaturistů, např. Sempé, Mordillo, Schultz (Peanuts), ale také Stanislav Holý              |
|                                               | Zábavný hanácký kalendář 1970                                              | Okresní kulturní středisko v Olomouci                                                          | 1969            | 208/1/0            | Není              | Brožura                             |                                                                                                  |
| Radko Pytlík                                  | malá encyklopedie českého humoru                                           | Československý spisovatel Praha                                                                | 1982            | 276/1/0            | Není              | Vázaná kniha                        |                                                                                                  |
| Jiří Winter – Neprakta                        | Kreslený humor a grafika k výročí Jaroslava Haška                          | Galerie hlavního města Prahy, Kulturní dům hl. m. Prahy, Galéria hlavného města SSR Bratislavy | 1983            | 32/1/0             | Není              | Sešit                               |                                                                                                  |
| Text není                                     | Erotikon                                                                   | B & N Bücher & Nachrichten Verlags GmbH & Co. KG                                               | 1.8.1988        | 208/4/0            | 3-442-08455-5     | Brožura                             | Více karikaturistů včetně Adolfa Borna, Ivana Steigera, Zábranského, Miroslava Bartáka a dalších |
| Radko Pytlík                                  | Český kreslený humor XX. století                                           | Odeon                                                                                          | 1988            | 160/6/0            | Není              | Lepená kniha                        |                                                                                                  |
|                                               | Budoucnost je v pojištění                                                  | Česká státní pojišťovna, VN MON, Novinář, Praha                                                | 1988            | 80/5/0             | Není              | Sešit                               |                                                                                                  |
| Jitka Lipková, Pascal Kissling                | Malý most, une initiation au tchèque                                       | ČTK Repro, Brandýs nad Labem                                                                   | 1991            | 248/31/0           |                   |                                     |                                                                                                  |
| Vybrali a uspořádali Pavel Vašák a Jiří Žáček | Smějeme se době i sobě (Almanach humoru)                                   | Impreso Plus, nakladatelství Klubu českých spisovatelů, Žďár nad Sázavou                       | 1994            | 190/6/0            | 80-85835-06-1     | Brožura                             | Brožura obsahuje něco jako předsádku s titulem mimo oficiální stránkování                        |
| Vladimír Sainer                               | Koniny ... a taky blbiny                                                   | Nejmenší Nezávislé Nakladatelství, Praha                                                       | 1996            | 118/3/0            | 80-901526-3-5     | Měkká, brožovaná vazba              | Edice Přátelům Pro Potěšení                                                                      |
| František Kuřina                              | 10 geometrických transformací                                              | Prometheus                                                                                     | 2002            | 292/4/0            | 80-7196-231-7     | Brožura                             |                                                                                                  |
| Jiří Pernes                                   | Dějiny Československa očima Dikobrazu                                      | BARRISTER & Principal-studio                                                                   | 2003            | 232/9/0            | 80-85947-89-7     | Vázaná kniha                        |                                                                                                  |
| kolektiv                                      | XII. Slovník českých a slovenských výtvarných umělců 1950 - 2003, Por - Rj | Výtvarné centrum Chagall, Ostrava                                                              | 2003            | 363/2/0            | 80-86171-17-5     |                                     |                                                                                                  |
| Ivan Hanousek                                 | Prazdroj českého kresleného humoru: Encyklopedie českých karikaturistů     | pro Plzeňský Prazdroj vydala NAVA, Plzeň                                                       | 2005            | 192/3/0            | 80-7211-194-9     | Měkká, brožovaná vazba              | Vydáno u příležitosti výstavy Prazdroj českého kresleného humoru                                 |
| Editor Pavel Doucek                           | Studijní a vědecká knihovna v Hradci Králové                               | Studijní a vědecká knihovna v Hradci Králové                                                   | 2008            | ?/1/0              | 978-80-7052-083-3 |                                     |                                                                                                  |
| Břetislav Kovařík, ČUK                        | 2cet, Almanach k 20. výročí založení České unie karikaturistů              | Česká unie karikaturistů                                                                       | duben 2010      | 88/1/0             | není              | Brožura                             | Vydala ČUK u příležitosti 381. Salonu kresleného humoru.                                         |
| Slavomil Vencl                                | České grafické novoročenky                                                 | Nová tiskárna Pelhřimov                                                                        | 2012            | 215/5/0            | 978-80-7415-069-2 |                                     | Obsahuje stručný charakter tvorby V.R. se zdůrazněním novoročenkové tvorby                       |
| kolektiv                                      | Večerníčkův pohádkový špalíček                                             | Edice ČT                                                                                       | 2015            | 437/0/106          | 978-80-7404-154-9 | Kniha                               | První díl "O zvířátkách pana Krbce" formou komiksu na str. 270 - 277.                            |
| Slavomil Vencl                                | Česká příležitostná grafika                                                | Nová tiskárna Pelhřimov                                                                        | 2015            | ?/?/?              | 978-89-7415-116-3 | Kniha                               |                                                                                                  |
| Helena Stejskalová, Petr Čornej               | Jan Žižka z Trocnova tahák (nejen) pro žáky školou povinné                 | Jihočeské muzeum v Českých Budějovicích                                                        | 2017            | 64/5/1             | 978-80-87311-86-8 | Brožura                             |                                                                                                  |
| Petr Feldstein, Tomáš Libánek                 | Skoro proti všem                                                           | Grada Publishing Praha pod značkou Cosmopolis                                                  | 2019            | 256/4/0            | 978-80-247-2861-2 | Lepená kniha                        |                                                                                                  |
| Více                                          | Čtení na prázdniny                                                         | Prázdninová příloha Zpravodaje Českého fonoklubu                                               | Neuveden        | 32/1/0             | Není              | Sešit                               |                                                                                                  |
| Zdeněk Sládek                                 | Ne o tom bývání                                                            |                                                                                                |                 | ?/1/0              |                   |                                     |                                                                                                  |

## Knihy (nejen) o Vladimíru Renčínovi
| Autor textu                                                                                           | Titul                                                | Nakladatelství                                             | Vydáno | Stran   | ISBN                         | Zdroj informace                                    | Poznámka |
| Rudolf Křesťan (středoslov) a mnoho autorů odpovědí na titulní otázku. Odpovědi sbíral Vratislav Ebr. | Kde, kdy a jak knihu nejraději čtu                   | AZ Servis Praha                                            | 1993   | 0/0/108 | 80-901554-1-3                | Výtisk                                             | Odpověď Vladimíra Renčína je na str. 62. |
| Michal Černík                                                                                         | 33 životů                                            | Erika Praha                                                | 1994   | 225     | 80-85612-72-0                |                                                    | Soubor třiatřiceti osobních vyznání našich předních herců, režisérů , zpěváků, spisovatelů a výtvarníků.                                         |
| Alena Šloufová                                                                                        | Když chalupaří slavní                                | Baronet Praha                                              | 1996   | 183     | 80-85890-88-7, 80-85916-09-6 |                                                    | Rozhovory se známými osobnostmi na téma chalupa a chalupaření.                                                                                   |
| František Nepil                                                                                       | Slova mezi barvami                                   | Granát Horní Bříza                                         | 1997   | 62      | 80-902211-1-4                |                                                    | Knižní podoba téměř dvaceti zahajovacích proslovů F.Nepila k výstavám známých umělců.                                                            |
| Jiří Žák                                                                                              | Hovory o knihách                                     | Vyšehrad Praha                                             | 2000   | 206     | 80-7021-350-7                |                                                    | Vyprávění o knihách se známými lidmi, kteří k nim mají blízko.                                                                                   |
| Zdeněk Hrabica                                                                                        | Jak jsem je potkal                                   | Akcent Třebíč                                              | 2001   | 228     | 80-7268-135-4                |                                                    | Vzpomínkové medailony přibližují soukromí významných osobností z nejrůznějších oborů lidské činnosti.                                            |
| Marie Kšajtová                                                                                        | Velký příběh večerníčku                              | Albatros Praha                                             | 2005   | 93      | 80-00-01664-8                |                                                    | Historie nejslavnějšího televizního pořadu u nás připomíná nejen jeho tvůrce, ale i jednotlivé večerníčky.                                       |
| Miroslav Tyč                                                                                          | Osobnosti kultury - Kolínsko                         | Polabský Zlatý pruh - Kulturní společnost Miroslava Benáka | 2006   | ?/2/0   | 80-254-0440-4                | Městská knihovna Kolín, číslo přírůstku: 238423-07 | Obsahuje článek "Vladimír Renčín" se stručným životopisem a přehledem tvorby, doprovázený jedním vtipem. Druhý vtip je mezi předmluvou a úvodem. |
| Kolektiv autorů, editor Anděla Horová                                                                 | Nová encyklopedie českého výtvarného umění - dodatky | Academia                                                   | 2006   | 988/0/0 | 80-200-1209-5                |                                                    | Článek Renčín, Vladimír je na stranách 640 a 641 bez doprovodných obrázků.                                                                       |
| Editor Lenka Jaklová                                                                                  | Královéhradečtí Evropané I-III                       | Krajský úřad Královéhradeckého kraje                       | 2007   | 101/0/0 | 978-80-86472-30-0            |                                                    | Bez kreseb, na str. 30 je vyznání krajině V.R. - Slatina nad Zdobnicí. Na str. 40 je zkrácený životopis V.R.                                     |
| Jan Boněk                                                                                             | Krabice od bot Vladimíra Renčína                     | Eminent                                                    | 2013   | 149     | 978-80-7281-463-3            |                                                    | |

## Pohlednice
| Titul                                             | Nakladatelství                            | Vydáno            | Stran/vtipů/kreseb | ISBN          | Zdroj informace                   |
| Z výstavy 1982                                    | SVÉPOMOC - PRAHA tisk Hradištko/Pardubice | 1983/1984/1985    | –/?/0              |               | č.pohlednic 747 - 764 a 846 - 863 |
| ???                                               | SVÉPOMOC - PRAHA                          | 1986              | –/?/0              |               | č.pohlednic 2005 - 2022           |
| Výstava do kapsy / 3                              | Pressfoto                                 | 1987 nebo později | –/18/0             | není          | výtisk souboru                    |
| Reklamní pohlednice Export Koospol Czechoslovakia | Pressfoto                                 | ?                 | –/20/0             | není          | výtisk souboru                    |
| Z českých luhů a hájů                             | Eminent Praha                             | 2001              | –/31/0             | 80-7281-080-4 | výtisk souboru                    |
| Mezi námi rybáři                                  | Eminent Praha                             | 2002              | –/31/0             | 80-7281-092-8 | výtisk souboru                    |
| Deset pozdravů z Plzně                            | nakladatelství ALLAN 13                   |                   | –/2/0              | 80-85283-03-4 | foto souboru                      |
Poznámka: Soubor Výstava do kapsy obsahuje kresby Vladimíra Jiránka. Soubor Výstava do kapsy/2 obsahuje kresby V. & P. Herinkových.

## Kalendáře
- Kalendář 1980; Mladá fronta; 1979
- Kalendář (kartička) "Každý čtvrtek novou knihu", Kniha Olomouc, 1986
- Manželský kalendár; Obzor; 1987
- Kalendář (kartička) "Zvyšování bezpečnosti silničního provozu" 1987, 1989
- Kalendář Die Computer des Vladimír Renčín; IBM; 1987
- Kalendár; 1990 Renčín; Stolový kalendár na rok 1990, Obzor Bratislava, 1989
- Kalendář: Z českých, moravských a slezských luhů a hájů 1993
- Kalendář: S dějinami v patách - BESTOL group a. s. 1999
- Kalendář: RENČÍN 1999 - To nejlepší z vinných sklepů - FILIP TREND
- Kalendář: 2003 Renčín, reklamní kalendář Českomoravského penzijního fondu a ČSOB Penzijního fondu
- Kalendář; 2012 Vladimír Renčín; Nakladatelství a vydavatelství Kňourek, Planá

## Výstavy
| Termín                              | Místo                                                                                       | Pořadatel                                                                                               | Název | Poznámka | Zdroj informace |
| 15.12.1968 až 2.2.1969              | Oblastní muzeum v Písku                                                                     | | | V.R. udělena "Cena ONV Písek", celkem se podle katalogu zúčastnilo soutěže a výstavy 57 kreslířů. | Katalog celostátní soutěže "Písek ’68", str. 2.                                                                                  |
| 1969?                               | Galerie Fronta Praha                                                                        | Mladá Fronta                                                                                            | Výstava kresleného humoru | Výstava byla částečně převzata z výstavy Písek '68. Částečně pro menší výstavní prostor. | Sborník k výstavě (nevročen) |
| 4.12.1969                           | Výstavní síň Svazu československých spisovatelů, Praha                                      | ČS Svaz výtvarných umělců                                                                               | Polylegran a hosté | Hosté: Cavallo (Itálie), Clericetti (Itálie), Jovanovič (Jugoslávie), Ploog (NSR), Sigg (Švýcarsko), Tüblek (Turecko), Vico (SSR). Domácí: Born, Haďák, Hlavín, Jelínek, Jiránek, Jirásek, Kalousek, Kopecný, Malák, Nepraš, Neprakta, Renčín, Skála, Štěpán, Weigel, Žemlička. | Plakát k výstavě |
| 17. 9. – 10. 10. 1967               | Hradec Králové                                                                              | Dům umělců                                                                                              | | | Mladý svět 36/1967, str. 16. |
| 1974                                | Malostranská Beseda, Praha                                                                  | | | | Katalog k 52. Salonu kresleného humoru, Malostranská Beseda, Praha                                                               |
| 21.12.1975 - 12.1.1976              | Divadlo JZK Ústí nad Orlicí                                                                 | Klub mladých JZK a MěV SSM                                                                              | Kreslený humor | Vystavovali Barták, Hrubý, Michalčev, Renčín, Slíva, Steklík | Informační kartička VČT 05 - 3557 75                                                                                             |
| 15.12.1977 - 14.1.1978              | Chotěboř                                                                                    | SKP Chotěboř a KDP                                                                                      | Barták, Holý, Hrubý, Jiránek, Pálka, Renčín, Slíva                                                                                            | | Katalog výstavy |
| leden 1978                          | Meziměstí, klubovna ZK ČSD                                                                  | Místní lidová knihovna a ZK ČSD                                                                         | Vladimír Renčín Kreslený humor | | Lety a pády, str. 223, propagační leták.                                                                                         |
| 1978                                | Hradec Králové                                                                              | | | | Lety a pády, str. 223. |
| 1978                                | Praha                                                                                       | | | | Lety a pády, str. 223. |
| 1978                                | Hostinné                                                                                    | | | | Lety a pády, str. 223. |
| 1978                                | Klášterec nad Ohří                                                                          | | | | Lety a pády, str. 223. |
| 5. 4. až 2. 5. 1978                 | Malostranská Beseda, Praha                                                                  | Kulturní dům hlavního města Prahy a ZO SSM KMT                                                          | 52. Salon kresleného humoru | | Katalog |
| 6. 10. až 5. 11. 1978               | Brno – Dům pánů z Kunštátu                                                                  | | | | Dikobraz 40/1978, str. 11, Mladý svět 40/1978, str. 2.                                                                           |
| prosinec 1978                       | Liberec                                                                                     | Okresní kulturní středisko v Liberci                                                                    | | S Vladimírem Jiránkem | Lety a pády, str. 223, Mladý svět 51/1978, str. 2.                                                                               |
| 1979                                | Hradec Králové                                                                              | | | | Lety a pády, str. 223. |
| do 4. února 1979                    | Síň Fronta, Spálená ulice, Praha                                                            | Kulturní dům hlavního města Prahy                                                                       | 50 a více salónů kresleného humoru | Přehlídka prací z drobných výstav uplynulých let. Renčín jedním z více než 35 kreslířů. | Lety a pády, str. 223, Mladý svět 4/1979, str. 32 a 5/1979, str. 32.                                                             |
| 1979                                | Most                                                                                        | | | | Lety a pády, str. 223. |
| 16. 6. až 12. 8. 1979               | Česká Lípa                                                                                  | Okresní vlastivědné muzeum Česká Lípa                                                                   | Vladimír Renčín: Výstava kresleného humoru | | Lety a pády, str. 223., pozvánka, http://abart-full.artarchiv.cz/vystavy.php?IDvystavy=39503                                     |
| 1979                                | Nové Město nad Metují                                                                       | | | | Lety a pády, str. 223. |
| 1979                                | Znojmo                                                                                      | | | | Lety a pády, str. 223. |
| 24.7.1980 - 12.8.1980               | Výstavní síň MV SSM Karlova ul. 4, Staré Město, Praha 1                                     | Mladý svět                                                                                              | Osm z dvaatřicáté stránky Mladého světa | Následně vystavena ve Varšavě, Berlíně, Bruselu, Vídni a Paříži. | Mladý svět 30/1980, str. 32, Mladý svět 25/1982, str. 32, pozvánka s obrázkem Vladimíra Renčína.                                 |
| 1980                                | Dvůr Králové                                                                                | | | | Lety a pády, str. 223. |
| 1980                                | Pardubice                                                                                   | | | | Lety a pády, str. 223. |
| 1981                                | Semily                                                                                      | | | | Lety a pády, str. 223. |
| 1981                                | Mladá Boleslav                                                                              | | | | Lety a pády, str. 223. |
| 18. září až 16. října 1981          | Baden-Baden, Spolková republika Německo                                                     | Institut für Auslandsbeziehungen, Stuttgart k 11. Olympischen Kongreß Baden-Baden 1981                  | Spitzensport mit spitzer Feder | Zúčastnění karikaturisté: Fritz Behrendt, Gabor Benedek, Burkhard Bütow, Pepsch Gottscheber, Horst Heitzinger, Walter Hanel, Georg Hornberger, Gerd Hüsch, Dieter Olaf Klama, Ernst Maria Lang, Peter Leger, Erik Liebermann, Loriot (Vicco von Bülow), Marie Marcks, Luis Murschetz, Werner Nydegger, Hans Georg Rauch, Georg Rauschenbach,Vladimír Renčín, Hakon Ruprecht, Ivan Steiger, Tomi Ugerer, Fritz Wolf, Reiner Zimnik | Katalog výstavy s přiloženým Pressemeldung                                                                                       |
| 1981                                | Kragujevac, Jugoslávie                                                                      | | 1. mezinárodní festival protiválečné karikatury                                                                                               | Stříbrná medaile | Dikobraz 44/1981, str. 7. |
| 12. 11. až 31. 12. 1981             | foyer Jihočeského divadla                                                                   | | | S Danielem, Johanusem, Juřenou a Kerlesem. | Dikobraz 45/1981, str. 7. |
| 11.8. až 19.9.1982                  | Křížová chodba Staroměstské radnice Praha                                                   | Galérie hl. m. Prahy a Kulturní dům hl. m. Prahy                                                        | Vladimír Renčín, kreslený humor | | Dikobraz 30/1982, str.15, Mladý svět 33/1982, str. 32, sken katalogu výstavy.                                                    |
| 1982                                | Svitavy                                                                                     | | | | Lety a pády, str. 223. |
| 1982                                | Kyjov                                                                                       | | | | Kronika, svazek 11. str. ? |
| 3. 6. až 3. 7. 1983                 | Okresní muzeum Příbram – Březové Hory                                                       | | 10 z třicáté druhé strany Mladého světa | S Bartákem, Holým, Hrubým, Jiránkem, Linkem, Matuškou, Pálkou, Slívou a Vyčítalem | Mladý svět 26/1983, str. 32. |
| červenec 1983                       | Praha                                                                                       | Galerie Fronta, Kulturní dům hl. m. Prahy, ZO SSM Klub mladé tvorby                                     | 100+1 Salonů kresleného humoru | Miroslav Barták, Josef Blecha, Miťo Breza, František Ringo Čech, Jiří Daniel, Jaroslav Dodal, Jaroslav Dostál, Oldřich Dudek, Stanislav Holý, Miroslav Horníček, Václav Houf, Jan Hovorka, Michal Hrdý, Jan Hrubý, Jan Chadim, Milan Jansa, Mojmír Jaroš, Vladimír Jiránek, Petr Johanus, Václav Johanus, Petr Juřena, Kazo Kanala, Jaroslav Kerles, Josef Kučera - Kobra, Pavel Koutský, Viktor Kubal, Karel Kučera, Jaroslav Kundrát, Aleš Lang, Koloman Leššo,Václav Linek, Pavel Matuška, Atanas Michalčev, Ivan Mládek, Josef Molín, Vladimír Nagaj, Jiří Winter - Neprakta, Jan Pacák, Jiřina Palková, Dušan Pálka, Petr Pazderka, Bobo Pernecký, Marie Plotěná, Dušan Polakovič, Ivan Popovič, Jindro Prášil, Vladimír Renčín, Dušan Růžička, Oldřich Řeřicha, Miroslav Slejška, Jiří Slíva, Walter Mende - Smolmen, Jiří Srb, Pavel Starý, Jiří Šalamoun, Igor Ševčík, Emil Šourek, Vlasta Švejdová, Vladimír Tesárek, Jiří Vaněk, Jan Vobr, Pavel M. Vorel, Jan Vyčítal, Aleš Vyjídák, Vlastimil Zábranský, Luděk Zdražil, Juraj Žáry. | Katalog |
| červenec až srpen 1983              | Staroměstská radnice                                                                        | Galerie hl. M. Prahy                                                                                    | Kreslený humor a grafika k výročí Jaroslava Haška                                                                                             | 28 autorů | Mladý svět 28/1983, str. 32 |
| 7. až 26. 7. 1983                   | Výstavní síň MV SSM Karlova ul. 4, Praha 1                                                  | | 10 z třicáté druhé strany Mladého světa | S Bartákem, Holým, Hrubým, Jiránkem, Linkem, Matuškou, Pálkou, Slívou a Vyčítalem | Mladý svět 26/1983, str. 32. |
| říjen až listopad 1983              | Mirbachův palác Bratislava                                                                  | Galéria hl. m. Bratislavy                                                                               | Kreslený humor a grafika k výročí Jaroslava Haška                                                                                             | 28 autorů | Mladý svět 28/1983, str. 32 |
| 24.4. až 20.5.1984                  | Nové Město nad Metují, foyer kina '70                                                       | | Salón kresleného humoru | S Dudkem, Slívou a Pálkou | Dikobraz 19/1984, str. 15 |
| 18.12.1984 až 13.1.1985             | Brno, dům pánů z Kunštátu                                                                   | | | | Dikobraz 1/1985, str. 2. |
| 1984                                | Vsetín                                                                                      | | | | |
| 1984                                | Turnov, Věžický rybník                                                                      | | | | |
| 18. 2. až 10. 3. 1985               |                                                                                             | Horská služba Krkonoše a Osvětová beseda Špindlerův Mlýn                                                | Vladimír Renčín Kreslený humor | | Plakát |
| 1985                                | Hradec Králové                                                                              | | | | |
| 16. - 22. července 1985             | Slatina nad Zdobnicí                                                                        | MNV, JZD Zdobnice a složky NF ve Slatině nad Zdobnicí                                                   | Vladimír Renčín kresby | | Plakát a katalog výstavy |
| 3.10. až 31.10.1985                 | Teplice                                                                                     | | | | |
| 1985                                | Špindlerův Mlýn                                                                             | | | | |
| 1985                                | Šumperk                                                                                     | | | | |
| listopad 1985                       |                                                                                             | Závodní klub pracujících Uherský Brod ve spolupráci s Okresním kulturním střediskem v Uherském Hradišti | | | Katalog výstavy |
| duben 1986                          | Břeclav                                                                                     | | | | |
| duben až říjen 1986                 | Mikulov                                                                                     | | | | |
| prosinec 1986                       | Galerie Čs. Spisovatel, Praha, Národní třída                                                | | Karikaturisté k mezinárodnímu roku míru | Více karikaturistů | Dikobraz 50, 17.12.1986, str. 3.                                                                                                 |
| 25.5. až 15.7.1988                  | Hradec Králové, městská výstavní síň                                                        | Klub přátel výtvarného umění Díla ČFVU při Parku kultury a oddechu v H.K.                               | Vladimír Renčín Kreslený humor | | Katalog výstavy |
| 30.5. až 26.6.1988                  | Černá louka Ostrava                                                                         | | S úsměvem jde všechno líp | | Dikobraz 27, 6.7.1988 |
| leden až únor 1989                  | Slezské muzeum Opava                                                                        | | | | |
| září až říjen 1989                  | Okresní galerie výtvarného umění Náchod, Malá výstavní síň                                  | | | | Katalog výstavy, údaj z Databáze Národní knihovny ČR                                                                             |
| 6. prosince 1989 až 6. ledna 1990   | Poděbrady                                                                                   | Polabské muzeum                                                                                         | Výstava kresleného humoru | | Plakát k výstavě |
| září 1990                           | Luhačovice                                                                                  | MěDK Elektra Luhačovice                                                                                 | Vladimír Renčín, kresby - grafika | použit katalog k výstavě V Buchlovicích, dotisk 300 kusů pro MěDK Elektra Luhačovice | Sken katalogu |
| 1990                                | Městské muzeum Volyně                                                                       | | | | |
| 1990                                | Klub přátel výtvarného umění Tišnov                                                         | | | | |
| 1990                                | Okresní kulturní středisko Pardubice                                                        | | | | |
| od května 1991 celé léto            | Informační středisko správy CHKO, Turnov, Věžický rybník                                    | | | | Mladý svět 24, 11.6.1991, str. 23.                                                                                               |
| 14. 9. 1991                         | Galerie U Klicperů Hradec Králové                                                           | | | | web klicperovodivadlo.cz |
| 3.6.- 25.7.1993                     | Severočeské muzeum v Liberci                                                                | Severočeské muzeum v Liberci                                                                            | Kreslený humor Vladimíra Renčína | | Katalog výstavy |
| 9. až 24. září 1995                 | Komorní divadlo Hlinsko                                                                     | | | | Nedatovaná pohlednice s pozvánkou a vtipem V.R. vydaná Městským kulturním klubem Hlinečan                                        |
| září 1996                           | Týn nad Vltavou, městská galerie ART CLUB                                                   | Městský úřad, odbor kultury                                                                             | Vladimír Renčín, kreslený humor | | Katalog výstavy |
| 12. prosince 1996 až 10. ledna 1997 | Dietrichsteinský palác, Zelný trh 8, Brno                                                   | Moravské zemské muzeum Brno                                                                             | | | Příležitostná dopisnice, vydaná k výstavě                                                                                        |
| 10. 12. až 20. 2. 1999              | Praha Smíchov – Portheimka                                                                  | | Výstava pro všechny (i nevidomé) | S Bartákem, Slívou a Jiránkem, obrázky provedeny reliéfně se slovním doprovodem | |
| 15. 10. až 28.10. 2000              | Výstavní síň Dělnického domu Česká Třebová                                                  | Městské muzeum Česká Třebová                                                                            | | | |
| 22. – 24. února 2001                | pasáž Gallerian Stockholm, Švédsko                                                          | | Švédsko a Švédové, EU a švédské předsednictví a 3 x E – Envinonment, Enlargement, Employment, tj. životní prostředí, rozšíření a zaměstnanost | Karikaturisté z 11 zemí – Česka, Estonska, Finska, Itálie, Izraele, Litvy, Polska, Rumunska, Slovinska, Švédska a Velké Británie – zde vystavovali kreslené anekdoty. | web severskelisty.cz |
| 27. 2. – 11. 4. 2001                | Knihovna Evropské komise ve Stockholmu, Švédsko                                             | | -dtto- | | |
| 17. – 21. dubna 2001                | Městské knihovny ve Västeras, Švédsko                                                       | | -dtto- | | |
| 23. – 27. dubna 2001                | Městské knihovny ve Hallstahammaru, Švédsko                                                 | | -dtto- | | |
| 1. – 31. prosince 2001              | Galerie a Literární kavárna knihkupectví Academia - Wiehlův dům, Václavské nám. 34, Praha 1 | Redakce časopisu Živa                                                                                   | Nejen ze života hmyzu | | Pozvánka na vernisáž |
| 11. 2. až 17. 2. 2002               | Východočeské divadlo Pardubice                                                              | | | Ve foyeru divadla při příležitosti Grandfestivalu smíchu | |
| 1. 2. až 9. 2. 2003                 | Východočeské divadlo Pardubice                                                              | | | Ve foyeru divadla při příležitosti Grandfestivalu smíchu | |
| 14. 2. 2003                         | Univerzita Hradec Králové                                                                   | | | Při příležitosti oslav 10. výročí založení Fakulty informatiky a managementu UHK | http://fim.uhk.cz/telegraf/?clanek=30&civ=2                                                                                      |
| 4. 1. až 24. 1. 2004                | Galerie Celebris Hradec Králové                                                             | | | | |
| 1. 8. až 30. 9. 2004                | Lesní ateliér Kersko                                                                        | | | | |
| 25. 10. 2004                        | Nizozemsko, Haag                                                                            | | | Symposium českých krajanů na téma "Jací jsme"? Jako doplněk výstava kreseb V.R. | |
| 28. 11. až 31. 12. 2004             | Kulturní a informační centrum čp. 30 v Jablonném nad Orlicí                                 | Odbor kultury a cestovního ruchu MěÚ Jablonné nad Orlicí                                                | Vánoční výstava Vladimíra Renčína | | Sken pozvánky a plakátu |
| 2005                                | Galerie "V pasáži" CK Mgr. J. Hušákové Varnsdorf                                            | | | | |
| 6. 2. až 13. 2. 2005                | Východočeské divadlo Pardubice                                                              | | | Ve foyeru divadla při příležitosti Grandfestivalu smíchu | |
| 29. 3. 2005                         | Plzeň                                                                                       | | | Výstava při příležitosti soutěže "Prazdroj českého humoru" | |
| 7. 11. 2006                         | Praha, Masarykovo nábř. Klub Mánes                                                          | | Výstava jubilantů ČUK | Otto Schubert, Záviš (75), Josef Pospíšil, Pavel Rumlar (70), Vladimir Renčín, Pavel Kundera (65), Oldřich Hejzlar, Jiři Bernard, Vladimir Kuba, Marie Plotěná (60) | |
| prosinec 2006                       | Přerov, galerie Atrax                                                                       | | | | |
| listopad 2007                       | Klimkovice, lázně                                                                           | | | Zaměřeno na P.F. (nikoli výhradně) | |
| 4. dubna až 2. května 2013          | Galerie Radniční sklípek, Smetanova 40, Litvínov                                            | Město Litvínov                                                                                          | Autoři České unie karikaturistů | | Pozvánka |
| 15. května až 28. září 2013         | Popmuseum, KC Kaštan, Bělohorská 150, Praha 6.                                              | Muzeum a archiv populární hudby                                                                         | A tenhle znáte? Populární hudba v českém kresleném humoru                                                                                     | Hudební v tipy a karikatury od Vladimíra Renčína, Dušana Pálky, Vladimíra Jiránka, Jana Vyčítala, Michala Hrdého, Zdeňka Hofmana a dalších známých i zapomenutých autorů. | http://www.popmuseum.cz/exhibit/exhibit.php#more Archivováno 6. 10. 2016 na Wayback Machine. a na tomto webu zobrazená pozvánka. |
| březen až září 2014                 | Vagon, Národní třída 25, Praha 1                                                            | Muzeum a archiv populární hudby                                                                         | A tenhle znáte? Populární hudba v českém kresleném humoru                                                                                     | Pokračování výstavy Popmusea z KC Kaštan z roku 2013 | http://www.popmuseum.cz/exhibit/exhibit.php#more Archivováno 6. 10. 2016 na Wayback Machine.                                     |
| od 19. září 2015, trvale            | hospital Kuks                                                                               | České farmaceutické muzeum                                                                              | Léčba Renčínem | Zaměřeno na vědu, školství a zdravotnictví | http://www.ceskenoviny.cz/zpravy/farmaceuticke-muzeum-na-kuksu-vystavuje-kresby-v-rencina/1260300                                |
| 3. května až 31. srpna 2016         | Moravská zemská knihovna v Brně                                                             | | Výstava 30. výročí časopisu Duha | Výstava přibližuje 30 let existence Duhy formou pestrého výběru ukázek z textů, medailonů spisovatelů, fejetonů, fotografií, kreseb a vtipů Vladimíra Renčína. | http://www.mzk.cz/vystava-30-vyroci-casopisu-duha                                                                                |
| 14. až 17. října 2019               | Kulturní středisko OK 16, Minsk, Bělorusko                                                  | České předsednictví ve Středoevropské kulturní platformě                                                | Humor, kreslené vtipy, karikatura a satira ve střední Evropě                                                                                  | F. Bidlo, A. Pelc, A. Hoffmeister, V. Renčín, V. Jiránek a další ze Slovenska, Polska (Eryk Lipińský) a Rakouska | https://www.mzv.cz/jnp/cz/zahranicni_vztahy/verejna_diplomacie/aktivity/vystava_v_minsku_humor_kreslene_vtipy.html               |

## Sborníky, katalogy výstav a podobné, příležitostné tisky
| Autor textu                        | Výstava, místo | Vydal | Vydáno        | Stran/vtipů/kreseb | ISBN          | Zdroj informace                                    |
| Miloslav Pechánek                  | Celostátní soutěž kresleného humoru, Písek | Oblastní muzeum v Písku | 1968          | 16/1/0             | Není          | Sešit                                              |
| M. Filípková a nepodepsaný         | Výstava kresleného humoru galerie Fronta Praha | Mladá Fronta | 1969?         |                    | Není          | Dva volně složené listy v obálce                   |
| -jk-                               | Humor a věda, účelová publikace pro 9. mezinárodní studentskou vědeckou konferenci v Vrchlabí                                                                | Vytiskla tiskárna VLVDÚ JEP v Hradci Králové | 1975?         | 13/13/0            | Není          | volné listy v obálce                               |
|                                    | Výstava Barták, Holý, Hrubý, Jiránek, Pálka, Renčín, Slíva v Chotěboři                                                                                       | SKP Chotěboř a KDP | 1977          | 8/1/0              |               | Sken čtyř složených dvojlistů                      |
| Kobra                              | 52. Salon kresleného humoru, Malostranská Beseda, Praha | | 1978          | 16/14/1            | Není          | Sešit, nemá tiráž                                  |
| Jiří Valoch                        | Vladimír Renčín: Kreslený humor: Dům pánů z Kunštátu, Kabinet grafiky 6.10 – 5.11.1978: Katalog výstavy Dům umění města Brna                                 | | 1978          | 16/?/?             |               | Moravská galerie Brno, sign. KB78                  |
| Neuveden                           | Aristofanes: Lysistrata, program divadla, sezóna 1979-80 | Divadlo F. X. Šaldy v Liberci | 1979          | 12/5/0             | Není          | Naskenovaný sešit                                  |
| Jindřich Bešta                     | Katalog výstavy k 35. výročí vzniku Dikobrazu | ? | 1979?         | 8/1/0              | Není          | Katalog, nemá tiráž                                |
|                                    | Herci malují, výstava výtvarných prací herců, pavilon Národopisného muzea Národního muzea, Petřínské sady v Praze, březen - duben 1980                       | | 1980          | ?/1/0              |               | Naskenovaný katalog                                |
| Vladimír Renčín, Miroslav Horníček | Vladimír Renčín: Kreslený humor: Katalog výstavy, Praha, 11. srpna – 19. září 1982                                                                           | Galerie hlavního města Prahy, Kult. dům Prahy | 1982          | 34/?/?             |               |                                                    |
| Josef Kučera - Kobra               | 100+1 Salonů kresleného humoru, Praha, červenec 1983 | Galerie Fronta, Kulturní dům hl. m. Prahy, ZO SSM Klub mladé tvorby                                                                                      | 1983          | 80/1/0             | Není          | Pět volně složených archů po 16 str. v přebalu     |
| M.Novotný                          | Okresní vlastivědné muzeum Vsetín 30. září – 20. listopadu 1984                                                                                              | Okresní vlastivědné muzeum Vsetín | 1984          | 14/13/1            | není sešit    | Slezské zemské muzeum, Tyršova 1, sign. B 22681 M  |
| Petr Krul                          | Vladimír Renčín: Kreslený humor 1979 – 1984, Katalog výstavy, Brno 18. 12. 1984 – 13. 1. 1985                                                                | Dům umění města Brna | 1984          | 20/16/0            |               | Studijní a vědecká knihovna Plzeň, sign. 391A8206  |
| František Nepil                    | Vladimír Renčín, Kresby, Slatina nad Zdobnicí 1985 | MNV, JZD Zdobnice a složky NF ve Slatině nad Zdobnicí | červenec 1985 | 20/15/0            | Není          | Výtisk sešitu                                      |
| Miroslav Horníček                  | Vladimír Renčín: Kreslený humor, k příležitosti 5. ročníku Festivalu Horolezeckých filmů, Teplice, září 1985                                                 | Kulturní a společenské středisko města Teplic | 1985          | 20/16/0            |               | Sešit                                              |
| Jiří Suchý                         | Katalog k výstavě kreseb Vladimíra Renčína | Závodní klub pracujících Uherský Brod ve spolupráci s Okresním kulturním střediskem v Uherském Hradišti                                                  | 1985          | 12/13/0            | Není          | Sešit                                              |
| František Nepil                    | Vladimír Renčín: Kreslený humor: Katalog k výstavě, Břeclav duben 1986, Mikulov duben – říjen 1986                                                           | Dům kult. ROH Břeclav | 1986          | 12/20/0            |               |                                                    |
| František Nepil                    | Vladimír Renčín | Okresní muzeum v Jindřichově Hradci | 1986          | 16/18/10           | Není          | Sešit                                              |
| Karel Tejkl, Ladislav Fišer        | Almanach gymnázia J. K. Tyla v Hradci Králové | SRPŠ, SSM při Gymnáziu J. K. Tyla, Hr. Králové | 1986          | 127/32/2           | není          | Brožura                                            |
| V.Renčín, Jan Kapusta ml.          | Vladimír Renčín: Okresní galerie výtvarného umění Náchod, Malá výstavní síň září – říjen 1989                                                                | Okresní galerie výtvarného umění, Náchod | 1989          | 6/7/0              | 80-85057-04-2 | Studijní a vědecká knihovna Plzeň, sign. 392A13437 |
| Rudolf Křesťan                     | Poezie humoru (Almanach pěti výstav v SM muzeích) | Muzea Severomoravského kraje | 1989          | 16/12/0            | Není          | Sešit                                              |
| Ivan Hanousek                      | Renčín Katalog výstavy Poděbrady | Polabské muzeum v Poděbradech | 1989          | 24/23/0            | Není          | Sešit                                              |
| František Nepil                    | Renčín Kreslený humor, Bratislava | Správa kultúrnych zariadení MK SSR Bratislava | 1990          | 8/7/0              | Není          | Sešit                                              |
| František Nepil                    | Vodohospodářům: Vydáno u příležitosti mezinárodní konference Moderní metody úpravy vody, Příbram                                                             | Čs.vědeckotechnická spol. Příbram | 1990          | ?/17/0             |               | Brožura ?                                          |
| Miroslav Horníček                  | Vladimír Renčín, kresby - grafika | Městský dům kultury Elektra Luhačovice | září 1990     | 26/23/0            | Není          | Sken sešitu                                        |
| Miroslav Pavlík a Dlabáček         | Vladimír Renčín, katalog výstav ve Volyni, Tišnově a Pardubicích                                                                                             | Městské muzeum Volyně, Klub přátel výtvarného umění Tišnov a Okresní kulturní středisko v Pardubicích ve spolupráci s Uměleckoprůmyslovým muzeem v Praze | 1990          | 20/18/0            | Není          | Sešit                                              |
|                                    | Vladimír Renčín, kreslený humor, Týn nad Vltavou | Městský úřad, odbor kultury | 1996          | 6/5/0              | Není          | 2x složený list A4                                 |
| Josef Cerha                        | Kreslený humor pro všechny: Miroslav Barták, Vladimír Jiránek, Vladimír Renčín, Jiří Slíva: katalog k výstavě ve vile Portheimka. prosinec 1998 – leden 1999 | | 1998          |                    |               |                                                    |
| Pavel Jankovský                    | ALMANACH vydaný k 100. výročí organizovaného sportovního rybolovu v H. Králové                                                                               | MO Českého rybářského svazu v H. Králové | 1999          | ?/3/0              |               |                                                    |
|                                    | Nejen ze života hmyzu, viz výstava prosinec 2001 | Redakce časopisu Živa | 2001          | 4/1/0              | Není          | Pozvánka na vernisáž                               |

## Jiné
- libreto k muzikálu Nejkrásnější válka na motivy Aristofanovy komedie Lýsistrata – premiéra muzikálu v Klicperově divadle v Hradci Králové – 22. května 1971
- čtyři grafické listy v publikaci Třicet jedna litografií (soubor sestavil Stanislav Holý, vyšlo v Praze v prosinci-lednu 1975-76)[3]
- Večerníček (televizní seriál) O zvířátkách pana Krbce – 1977. Vydáno na dvou DVD 2010.
- maturitní tablo V.A/1974 SŠP v Praze Jinonicích vyzdobeno kresbami V. R. (Katalog Salonu kresleného humoru v Malostranské Besedě, 1978)
- obal gramodesky Třináct minut s Mikrofórem, hovoří Miroslav Horníček (Supraphon, 1979)
- obal gramodesky Poslední hit Ivana Mládka (Panton pro ABC, kde vyšlo jako příloha, červen 1979)
- obal dlouhohrající gramodesky Bohdalová, Dvořák, Horníček, Kopecký a Sláma v Mikrofóru (Supraphon, 1980)
- obal gramodesky Nárožný, Bošek a Sláma v Mikrofóru (Supraphon, 1982)
- obal dlouhohrající gramodesky Mikrofórum pátrá – mjr.Václav Erban (hovoří), Ivo Jahelka (zpívá), Tomáš Sláma (ptá se) (Supraphon, 1984)
- obal dlouhohrající gramodesky František Nepil – Jak se dělá chalupa (Supraphon, 1986)
- televizní spot pro český trh, reklama na Škodu Favorit a leasing s nulovým navýšením – mezi roky 1988 a 1995
- etiketa známkového révového vína „Dlabáčkovo bílé“, Znovín Znojmo, a.s., se sídlem v Šatově – 1993
- poštovní známka: ČESKÁ REPUBLIKA 3 Kč Vladimír Renčín V. Kučera 1995 P. Kovařík; 0083-0085 (série) – Český kreslený humor (žena pere v neckách a sedící muž jí k tomu hraje na housle)
- razítko prvního dne: PRAHA 6. 9. 1995, vprostřed ležící žena s květinou v ruce
- zakládající člen DOSIO (DOstupné Služby Imobilním Občanům), 1996, viz http://www.dosio.cz/o_nas.htm
- planetka 1996 XU18 objevená 12. prosince 1996 na Kleti M. Tichým a Z. Moravcem byla pojmenována (16781) Renčín Archivováno 22. 12. 2015 na Wayback Machine.
- spolupráce na scénografii divadelní hry Zvířátka pana Krbce v loutkovém divadle Jiskra v Praze 8; premiéra: 28. 11. 1998
- úvodní ilustrace k CD Veletrh nápadů pro fyzikální vzdělávání, 2005
- loga pro chráněná pracoviště a bydlení Diakonie Českobratrské církve evangelické Archivováno 29. 7. 2020 na Wayback Machine., středisko v Litoměřicích, 2006
- spolupráce na výtvarném návrhu loga filmu Svatba na bitevním poli, Bio Illusion, premiéra 10. 1. 2008
- obal CD František Nepil – Jak se dělá chalupa (Supraphon Music, a. s., 2009)
- Večerníček (televizní seriál) Strašidla na Kulíkově – 2010. Vydáno na dvou DVD 2012
- obal CD František Nepil – Dobré a ještě lepší jitro (Bontonland, 2015)

## Ocenění, umístění v soutěžích
| cena                                                                              | Rok        | Statut           | Místo                  | Zdroj informace                                                                                 |
| Cena ONV Písek                                                                    | 1969       | Peněžní cena     | Písek                  | Katalog celostátní soutěže "Písek ’68", str. 2.                                                 |
| Zvláštní cena Turecké tiskové agentury                                            | 1976       |                  |                        | https://www.karikaturculerdernegi.com/en/nasreddinhocaozel/1976-en/page/4/                      |
| 1. mezinárodní festival protiválečné karikatury                                   | 1981       | Stříbrná medaile | Kragujevac, Jugoslávie | Dikobraz 44, 4. listopadu 1981, str. 7.                                                         |
| Zlatý osten Dikobrazu, výtvarná disciplína                                        | 1983       | 1. místo         | Praha                  | Dikobraz 33, 17. srpna 1983, str. 14.                                                           |
| Zlatý osten Dikobrazu, výtvarná disciplína                                        | 1985       | 1. místo         | Praha                  | Dikobraz 51, 18. prosince 1985, str. 8.                                                         |
| Zlatý Ezop                                                                        | 1985       |                  | Gabrovo                |                                                                                                 |
| hlavní cena                                                                       | 1987       |                  | San Antonio, Kuba      |                                                                                                 |
| Hradecká múza                                                                     | 1995       | Nominovaný       | Hradec Králové         | web Hradce Králové                                                                              |
| Hradecká múza                                                                     | 1996       | Laureát          | Hradec Králové         | web Hradce Králové                                                                              |
| Čestný člen Přátel přírody                                                        | 1997       |                  |                        | web Přátel přírody                                                                              |
| Prazdroj českého kresleného humoru                                                | 2005       | 1. místo         | Plzeň                  |                                                                                                 |
| Výroční cena ČUK                                                                  | 2006       | Laureát          |                        |                                                                                                 |
| státní vyznamenání Za zásluhy o stát v oblasti umění                              | 28.10.2011 |                  | Praha                  |                                                                                                 |
| Novinářská cena za Nejlepší česko-slovenský kreslený vtip, komiks nebo karikaturu | 2013       |                  |                        | web České unie karikaturistů                                                                    |
| cena Antonína Friče za dlouhodobé příspěvky do vědeckého časopisu Živa            | 2014       |                  |                        | web časopisu Živa                                                                               |
| Čestný občan města Peček                                                          | 2015       |                  |                        |                                                                                                 |
| Výroční cena Dr. Františka Ulricha                                                | 2016       | Laureát          | Hradec Králové         | sešit "výroční ceny města Hradec Králové za rok 2016", Galerie moderního umění v H.K. 29.3.2017 |

## Uveřejněné rozhovory, úvahy a povídání
| Článek | Datum              | Časopis                                        | Strana          | Rubrika                                   | Autor                                            | Poznámka                                                                  | Zdroj informace |
| Vladimír Renčín                                                                                           | 4.6.1965           | Mladý svět 22                                  | 16              |                                           |                                                  | Foto, stručné představení, kratičké vyznání a 4 vtipy.                    | Výtisk |
| Představujeme vám Vladimíra Renčína                                                                       | 1970?              | Magazín Dikobrazu                              | 14.             | Představujeme vám                         | souhrnně za magazín uvedeno třináct autorů       | V celém časopisu není uvedeno žádné datum.                                | Výtisk |
| Chytá žížaly, ryby a čte                                                                                  | 14. 8. 1973        | Mladá fronta                                   | 4               |                                           | L. Dejmalová                                     |                                                                           | Datovaný sken článku |
| Výstavy dobré nálady                                                                                      | 22. dubna 1978     | Mladá fronta, příloha Víkend                   | 4               | Kultura mf                                | Jan Plachetka                                    | Hovoří se zde o 52. Salonu kresleného humoru                              | Datovaný sken článku |
| Gramofon a já                                                                                             | 1978               | Gramorevue 1                                   |                 |                                           | Neuveden, pouze "Snímek Jiří Chocholáč"          |                                                                           | Datovaný výstřižek |
| Panu Dlabáčkovi to nevadí                                                                                 | 22. 12. 1979       | Mladá fronta                                   |                 |                                           | Ondřej Neff                                      |                                                                           | Datovaný výstřižek |
| Vladimír Renčín                                                                                           | 17. 9. 1980        | Dikobraz 38                                    | 14.             | Benefice                                  | Oldřich Dudek                                    |                                                                           | Výtisk |
| Renčín a hudba                                                                                            | 25. 9. 1980        | Výber 39                                       | 24              |                                           |                                                  | Převzato z Květů, upraveno                                                | Datovaný sken článku |
| Humoru není nikdy dost                                                                                    | 1980               | AZ Magazín 12                                  |                 |                                           | nv                                               | Info o článku se nachází v časopise Výber 30, 22. července 1982, str. 24. | Datovaný výstřižek |
| Úsměvy v muzeu                                                                                            | 16.3.1981          | Mladá fronta                                   |                 |                                           | (far)                                            | Informace o výstavě v Muzeu dělnického hnutí v Semilech                   | Datovaný výstřižek |
| Za tajemstvím rybolovu                                                                                    | červenec 1981      | Rybářství 7                                    | 158, 159        | Příběhy ze života                         | rozhovor K. Petr                                 |                                                                           | Výtisk |
| Svět moudrých tuláků Vladimíra Renčína                                                                    | 24. prosince 1981  | Obrana lidu 51-52                              | 22              |                                           | zaznamenal Radovan Šimek                         |                                                                           | https://kramerius.army.cz/search/i.jsp?pid=uuid:b1d19cf9-e4fb-11ea-8b88-001b63bd97ba&q=Renčín |
| Vladimír Renčín                                                                                           | 22.7.1982          | Výber 30                                       | 24              | Z minigalerie našich karikaturistů        | —nv—                                             | Foto, stručné představení, přehled tvorby a 5 vtipů.                      | Výtisk |
| Smích ve výstavní síni                                                                                    | 1982               | Kmen 35                                        |                 |                                           | Jana Pohanková                                   | Hovoří se zde o výstavě v Praze od 11.8.1982.                             | Datovaný výstřižek |
| /Na/kreslená filosofie Vladimíra Renčína                                                                  | 1982               | Svět v obrazech 35                             |                 |                                           | Miloš Skalka                                     |                                                                           | Datovaný výstřižek, zmíněno v týdeníku Výber 30, 21. července 1983, str. 15. |
| Smích z výstavní síně                                                                                     | 14. září 1982      | Mladá fronta, příloha Víkend                   | 4               |                                           | (mis)                                            |                                                                           | Datovaný sken článku |
| Renčínův vážný smích                                                                                      | 1982               | ?                                              |                 |                                           | Karel Peřina                                     | Hovoří se zde o výstavě v Praze od 11.8.1982.                             | Nedatovaný výstřižek |
| Názory Vladimíra Renčína (Osoby zúčastněné na tomto světě)                                                | 1982               | VTM?                                           | 742.            |                                           |                                                  | ok zmíněn v textu, také se hovoří o pražské výstavě 11.8.1982.            | Nedatovaný výstřižek |
| Monology a dialogy Vladimíra Renčína                                                                      | 1983               | Scéna 7-8                                      |                 |                                           | J. Dvořák                                        | Název článku nejistý.                                                     | Výber 30, 21. července 1983, str. 16. |
| Muž, s kterým lze mlčet                                                                                   | 1983               | Výber špeciál                                  | 169-172         | Humor                                     | Miroslav Horníček                                |                                                                           | Datovaný sken článku |
| Recenze knihy Renčín 99                                                                                   | 7. května 1983     | Mladá fronta, příloha Víkend                   | 4               | Kniha na víkend                           | (hp)                                             |                                                                           | Datovaný sken článku |
| (Na) kreslená filosofie V.R.                                                                              | 21.7.1983          | Výber 30                                       | 15, 16          | Umenie                                    | Nepodepsáno                                      |                                                                           | Výtisk |
| Dlabáček a spol.                                                                                          | 26. listopadu 1983 | Mladá fronta, příloha Víkend                   | 2               | Ševci bez kopyta                          | Břetislav Ditrych                                |                                                                           | Datovaný výstřižek |
| V.R. aneb VLASTNÍ RUKOU                                                                                   | 4.-10. září 1984   | Mladý svět 37                                  | 12. - 13.       |                                           | Otázky kladl Rudolf Křesťan, foto Miroslav Zajíc |                                                                           | Výtisk |
| Vladimír Renčín                                                                                           | 12. prosince 1984  | Dikobraz 50                                    | 6.              | Lidé kolem Dikobrazu                      | Ptal se Vít Špaňhel                              |                                                                           | Výtisk |
| Odpovídá Vladimír Renčín                                                                                  | 18. prosince 1985  | Dikobraz 51                                    | 8.              | Zlatý osten                               | Nepodepsáno                                      |                                                                           | Výtisk |
| Vladimír Renčín: Lety a pády                                                                              | 1986               | Práce                                          |                 |                                           | Ptal se Rudolf Křesťan                           | Název článku nejistý.                                                     | Výber 52, 23.12.1986, str. 15. a 16. |
| Vladimír Renčín: Lety a pády                                                                              | 23. prosince 1986  | Výber 52                                       | 15. a 16.       | Knihy                                     | Ptal se Rudolf Křesťan                           | Rozhovor je krácen.                                                       | Výtisk |
| Vladimír Renčín                                                                                           | 1987               | Voják 25                                       |                 |                                           | Evžen Seyček                                     | Hovoří se o pražské výstavě 11.8.1982 a o udělených Ostnech Dikobrazu.    | Datovaný výstřižek |
| Nemáš něco s tím v placaté čepici a v tom klobouku?                                                       | 1989               | Svět v obrazech 25                             | 3,14,15         |                                           | Jiří Nožka                                       |                                                                           | Výtisk časopisu |
| Muž, který si dovoloval                                                                                   | 19.12.1990         | Nový Dikobraz 40                               | 4. – 5.         |                                           | Ida Rozová                                       |                                                                           | Výtisk |
| Jsem samotář (Na návštěvě u Vladimíra Renčína)                                                            | 25.4.1991          | Svět v obrazech 17                             | titul, 9. - 11. |                                           | Vladimír Kovářík                                 |                                                                           | Výtisk |
| The Best of…                                                                                              | 8.7.1992           | Nový Dikobraz 28                               | 14.             | The Best of…                              | Nepodepsáno                                      |                                                                           | Výtisk |
| Kdybychom neměli Renčína, museli bychom si ho vymyslet                                                    | 5.6.1993           | Liberecký den                                  |                 |                                           | (kra,leo)                                        |                                                                           | Sken článku |
| Křížový výslech Vladimíra Renčína                                                                         | září 1994          | Podvobraz aneb Český legračník                 | 4. a 5.         | Exklusivní rozhovor s ...                 | Ladislav Lamka                                   | 4 kreslené vtipy                                                          | Výtisk časopisu |
| Odmaskovaný Dlabáček                                                                                      | 1995?              | Reflex                                         | 46. - 48.       | Osobnost                                  | Pavel Kovář, foto Jan Šibík                      | Rok vydání odhadnut podle udaného Renčínova věku.                         | Nedatovaný sken |
| Dobrý rok s Vladimírem Renčínem                                                                           | prosinec 1995      | Vlasta                                         | 12, 13.         | Vlasta na návštěvě                        | Eva Hořánková                                    |                                                                           | Nedatovaný výstřižek |
| Vladimír Renčín                                                                                           | 30. března 1996    | Magazín Dnes                                   | 49.             | Aukce                                     | František Houdek                                 |                                                                           | Výstřižek |
| Kreslíř Vladimír Renčín poprvé ve svém rodišti                                                            | 10.3.1997          | Kolínské noviny 10                             | 11.             |                                           | Zdeněk Hejduk                                    |                                                                           | Vročený sken |
| Renčín: Nemám rád černý humor, neboť dobrý občan ještě žije                                               | 20. června 1998    | Nedělní LN                                     | 17. a 18.       |                                           | Daniel Málek                                     |                                                                           | Vročený sken |
| Kterak Vladimír Renčín k panu Dlabáčkovi přišel                                                           | 31. prosince 1998  | Hobby magazín 52, Příloha pro volný čas        | 4, 5            |                                           | Luděk Motejlek                                   |                                                                           | Výstřižek s titulní stranou časopisu |
| Vladimír Renčín                                                                                           | únor 2000          | Playboy 2                                      | 87. - 89 a 127  | 20 otázek                                 | Boris Dočekal                                    |                                                                           | Vročený sken |
| Dobrý den                                                                                                 | 29.5.2000          | Kurýr 22?                                      |                 |                                           | Zuzana Hájková                                   |                                                                           | |
| | 15.11.2000         | E-žurnál                                       |                 |                                           | Lubor Falteisek                                  |                                                                           | |
| Šestnáct tisíc kreseb Vladimíra Renčína                                                                   | 11.9.2003          | MF Dnes                                        | B/6             | GEN - význačné osobnosti dneška, 155. díl | Viliam Buchert                                   |                                                                           | Datovaný výstřižek |
| Bez sněhu nejsou žádné Vánoce                                                                             | 20.12.2003         | Právo                                          | 14              | Styl na víkend                            | František Cinger                                 |                                                                           | Výstřižek |
| Renčín na chalupě i v Hradci                                                                              |                    | Magazín Práva                                  | 16, 17.         |                                           | Milan Cais                                       |                                                                           | Výstřižek |
| Renčín dělá městu reklamu, i když v něm pobyl jen krátce                                                  | 3.3.2005           | Kolínský deník 13                              | 3               |                                           | (hej)                                            |                                                                           | Vročený sken |
| Mé staré vtipy pořád platí                                                                                | 4. března 2005     | Mladá fronta Dnes                              | 4.              |                                           | (pip)                                            |                                                                           | |
| Kreslíře Vladimíra Renčína v mládí zaujal Ostrov pokladů                                                  | 31.10.2005         | Kladenský deník                                | 5               |                                           |                                                  |                                                                           | Státní oblastní archiv Kladno |
| Rozhovor                                                                                                  | asi 24.11.2005     | Mosty                                          |                 |                                           | Milan Markovič                                   |                                                                           | |
| Renčín na cestě časem                                                                                     | duben 2006         | Výběr                                          | 46. - 51.       |                                           | Ivan Kmínek                                      |                                                                           | |
| Renčína rozesměje jen Jiránek                                                                             | 4. prosince 2006   | Blesk                                          |                 |                                           | Nepodepsáno                                      |                                                                           | http://www.blesk.cz/clanek/celebrity/57210/rencina-rozesmeje-jen-jiranek.html |
| Vladimír Renčín se stále rve se životem                                                                   | 30.12.2006         | Magazín Práva                                  | 14. – 17.       | Osobnost                                  | Pavel Čírtek                                     |                                                                           | Výstřižek |
| Malá recenze na… / …sbírku Vladimíra Renčína „Čas od času“                                                |                    | Gag                                            |                 |                                           | Ivan Hanousek                                    |                                                                           | |
| Humor Vladimíra Renčína sbírá dispečer už 30 let.                                                         | 6.3.2007           | Deník                                          |                 | Zábava                                    | Nepodepsáno                                      |                                                                           | Výstřižek |
| Čeština imaginární jako hlubina jistoty                                                                   | 14.6.2007          | Vesmír 6                                       | 396, 397        | Esej o jazyce                             | Jiří Marvan                                      |                                                                           | Výtisk |
| K prospěšnosti od ptákovin!                                                                               |                    |                                                |                 |                                           | Jana Kasalová                                    |                                                                           | Nedatovaný výstřižek |
| Snad mám nadhled nad sebou i nad dobou                                                                    | 29.10.2011         | Právo                                          | 14.             | Publicistika                              | František Cinger                                 |                                                                           | Výtisk novin |
| Obdivuji práci Vladimíra Jiránka                                                                          | 9.11.2011          | Knihcentrum revue                              | 44.             | Humor                                     | Darina Mikulenková                               |                                                                           | Výtisk časopisu |
| Vladimír Renčín a jeho požehnaných 70 let                                                                 | prosinec 2011      | ReGeNeRaCe                                     | 4.              | Gratulujeme                               | Jiří Kuchař                                      |                                                                           | Výtisk časopisu |
| Vladimíra Renčína vystřídá v Právu Miroslav Kemel                                                         | 27.6.2014          | Právo                                          |                 |                                           | (r)                                              |                                                                           | Naskenovaný článek |
| Vladimíre Renčíne, Jiří Hanáku, díky                                                                      | 28.6.2014          | Právo                                          | 6.              |                                           | Zdeněk Porybný                                   |                                                                           | Datovaný výstřižek |
| Život není vtip                                                                                           | 5. března 2015     | Interview                                      | 86. - 93.       |                                           | Jan Boněk                                        |                                                                           | Naskenovaný článek |
| Krabice od bot Vladimíra Renčína, Bombardování Drážďan. Čtyřka z výtvarné výchovy. Členem nádvorní party. | 26. března 2015    | Mladá fronta Dnes+ (příloha pro předplatitele) | 2.              | Seriál+                                   | Jan Boněk                                        |                                                                           | Výtisk novin |
| Zemřel Vladimír Renčín                                                                                    | 4. října 2017      | Divadelní noviny                               |                 | Aktuálně                                  | DN                                               |                                                                           | http://www.divadelni-noviny.cz/zemrel-vladimir-rencin |
| Zemřel Vladimír Renčín                                                                                    | 4. října 2017      | Aktuálně.cz                                    |                 | Kultura                                   | ČTK                                              |                                                                           | https://magazin.aktualne.cz/kultura/zemrel-vladimir-rencin-slavny-karikaturista-a-autor-kresleny/r~1c7299f6a93511e78dfa0025900fea04/?redirected=1516644120                                       |
| Zomrel karikaturista Vladimír Renčín                                                                      | 5. října 2017      | st.city                                        |                 | Ľudia                                     | RED                                              |                                                                           | http://www.stcity.sk/zomrel-karikaturista-vladimir-rencin/ |
| Děkujeme, ryzlinku, frankovko – a Vladimíre Renčíne                                                       | 9. října 2017      | Kulturní noviny 41                             |                 |                                           | Tomáš Koloc                                      |                                                                           | https://www.kulturni-noviny.cz/nezavisle-vydavatelske-a-medialni-druzstvo/archiv/online/2017/41-2017/dekujeme-ryzlinku-frankovko-a-vladimire-rencine Archivováno 15. 1. 2023 na Wayback Machine. |
| Taky od Kolína…                                                                                           | 13. října 2017     | Český dialog                                   |                 | Kultura                                   | Olga Szymanská                                   |                                                                           | http://www.cesky-dialog.net/clanek/8000-taky-od-kolina/ Archivováno 2. 1. 2018 na Wayback Machine.                                                                                               |
| Vladimír Renčín 1941 -2017 Rozloučení                                                                     | 16. října 2017     | e-GAG 10                                       | 2.-15.          |                                           |                                                  |                                                                           | http://www.cartoongallery.eu/wp-content/uploads/2015/12/GAG_2017_-_10.pdf |
| Vladimír Renčín v hradecké aviatice                                                                       | 20. listopadu 2017 | Akademie letectví                              |                 |                                           | Jaroslav Lněnička                                |                                                                           | http://www.airspace.cz/akademie_letectvi/2017/11/vladimir-rencin-v-hradecke-aviatice/#more-5979                                                                                                  |
| Galerie Smečky vystavuje díla Vladimíra Renčína                                                           | 12. prosince 2017  | Praha TV                                       |                 |                                           | Nepodepsáno                                      |                                                                           | http://prahatv.eu/zpravy/praha/praha/6163/galerie-smecky-vystavuje-dila-vladimira-rencina |
| Vzpomínání na Vladimíra Renčína                                                                           | 21. ledna 2018     | ChytráŽena.cz                                  |                 | Úspěšní lidé                              | HankaHH - čtenářka                               | Článek nalezen 15.1.2018, tedy datum je chybné!                           | http://www.chytrazena.cz/vzpominani-na-vladimira-rencina-41189.html |
| Dlabáček František jindy Karel atd.                                                                       |                    | Technický magazín                              |                 |                                           | Vladimír Renčín                                  | Představení Dlabáčka formou vyplněného úředního formuláře.                | Nedatovaný výstřižek |
| když UFONI mají pré                                                                                       |                    |                                                |                 |                                           | připravil J. Fatka                               |                                                                           | Nedatovaný výstřižek |
| Mráz rybáře nespálí                                                                                       |                    |                                                |                 | Na víkend                                 | Karel Haimann                                    |                                                                           | Nedatovaný výstřižek |
| Muž na chalupě                                                                                            |                    |                                                |                 |                                           | (IH)                                             |                                                                           | Nedatovaný výstřižek |
| Renčín - Retro                                                                                            |                    | Mladá fronta Dnes                              |                 |                                           | (iků)                                            |                                                                           | Nedatovaný výstřižek |
| Smích Vladimíra Renčína                                                                                   |                    |                                                |                 |                                           | Miloš Skalka                                     |                                                                           | Nedatovaný výstřižek |
| Vladimír Renčín                                                                                           |                    |                                                |                 |                                           | Vladimír Renčín                                  | Odpovědi Vladimíra Renčína na deset otázek.                               | Nedatovaný výstřižek |
| Křížový výslech Vladimíra Renčína                                                                         |                    |                                                |                 |                                           | L. Lamka                                         |                                                                           | Nedatovaný výstřižek |
| Vánoce jsou když                                                                                          |                    |                                                | 9.              | Když mi bylo 13                           | (el)                                             |                                                                           | |
| S humorem jde všechno líp                                                                                 |                    | Rudé právo                                     |                 |                                           | Karel Ulík                                       |                                                                           | Nedatovaný výstřižek |